# Vallée de la Nizonne (ZNIEFF)
Pour l’article homonyme, voir Vallée de la Nizonne.
Le site Vallée de la Nizonne est une zone naturelle d'intérêt écologique, faunistique et floristique (ZNIEFF) française du département de la Dordogne, en région Nouvelle-Aquitaine.

## Situation
Dans le nord du département de la Dordogne, en grande partie à l'intérieur du parc naturel régional Périgord-Limousin, le site « Vallée de la Nizonne », s'étend sur 3 586,63 hectares, sur le territoire de quatorze communes (Bouteilles-Saint-Sébastien, Champagne-et-Fontaine, La Chapelle-Grésignac, Cherval, Connezac, Gout-Rossignol, Nanteuil-Auriac-de-Bourzac, La Rochebeaucourt-et-Argentine, Rudeau-Ladosse, Saint-Front-sur-Nizonne, Saint-Paul-Lizonne, Sainte-Croix-de-Mareuil, Sceau-Saint-Angel et Vendoire), et huit anciennes communes (Beaussac, Champeaux-et-la-Chapelle-Pommier, Les Graulges, Mareuil, Monsec, Puyrenier, Saint-Sulpice-de-Mareuil et Vieux-Mareuil) intégrées à la commune nouvelle de Mareuil en Périgord depuis 2017. Comme le montre la carte du site, les communes du département de la Charente mentionnées par la fiche de l'INPN ne font que tangenter cette ZNIEFF, intégralement comprise dans le département de la Dordogne. Ces communes de la Charente sont traitées dans une autre ZNIEFF de type II : « Vallées de la Nizonne, de la Tude et de la Dronne en Poitou-Charentes ».
Environ 40 % de la superficie de la ZNIEFF « Vallée de la Nizonne » se trouve sur le territoire de la commune nouvelle de Mareuil en Périgord.
La zone s'étage entre 50 et 210 mètres d'altitude sur plusieurs cours d'eau et des coteaux qui les bordent : la totalité du cours de la Nizonne (ou Lizonne) depuis sa source jusqu'à sa confluence avec la Sauvanie, ainsi que ses affluents, la Belle, la Cendronne (dans sa partie aval, sur les deux derniers kilomètres), la Pude, le ruisseau de Beaussac et le ruisseau de Bretanges.

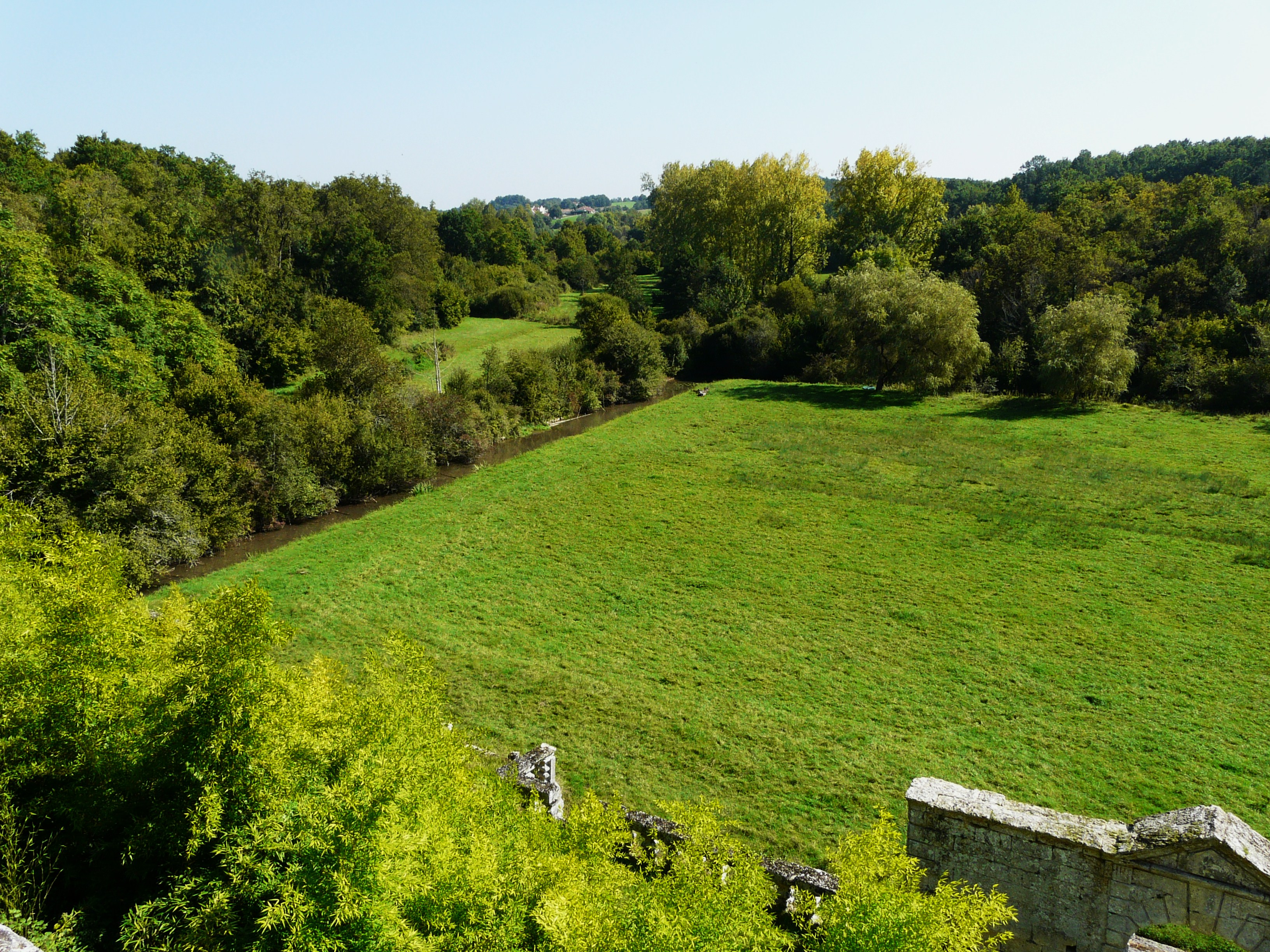
Autour du parc du château des Bernardières, la Nizonne forme un carré.
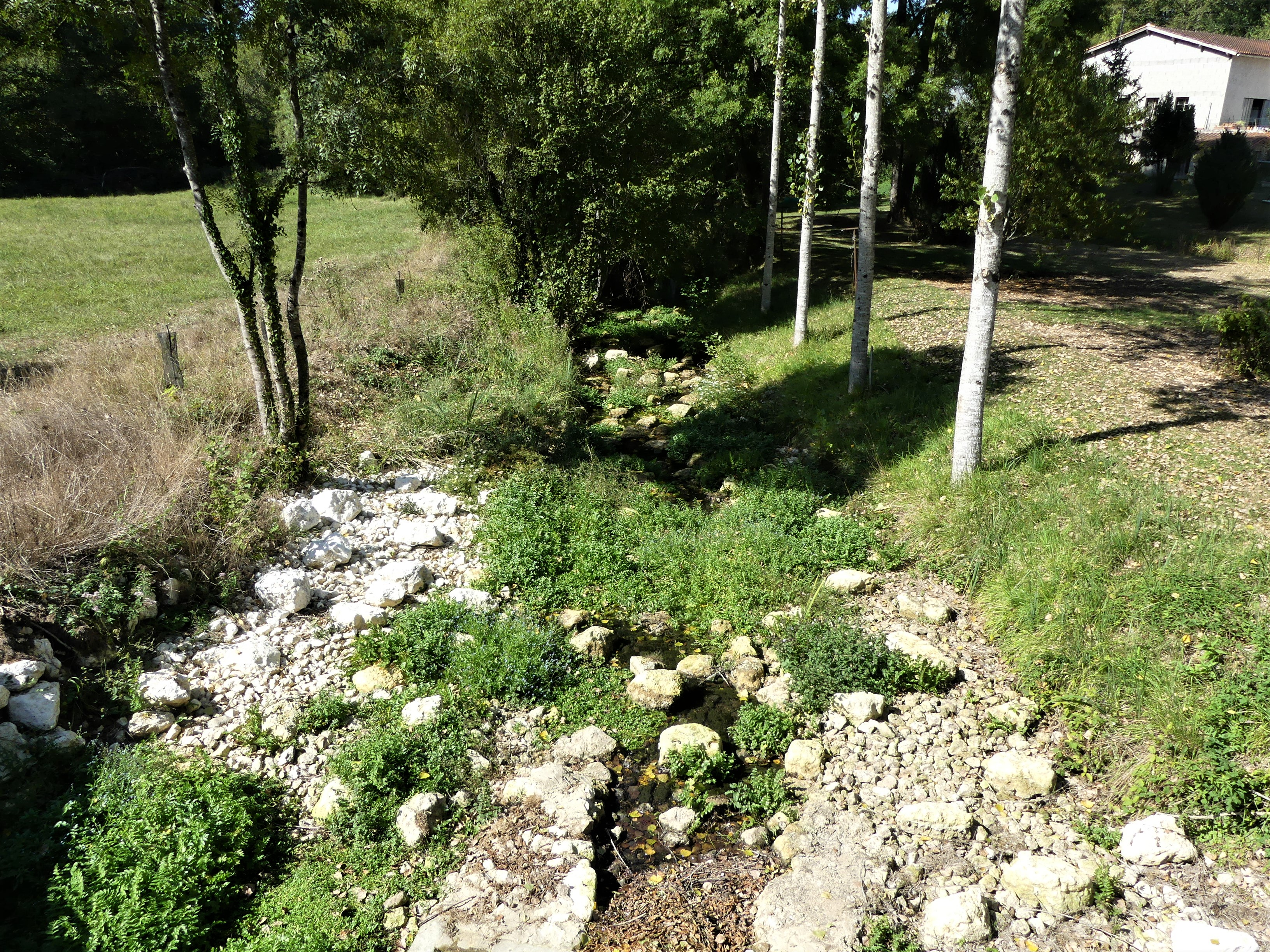
La Nizonne presque à sec en contrebas de Rudeau-Ladosse.
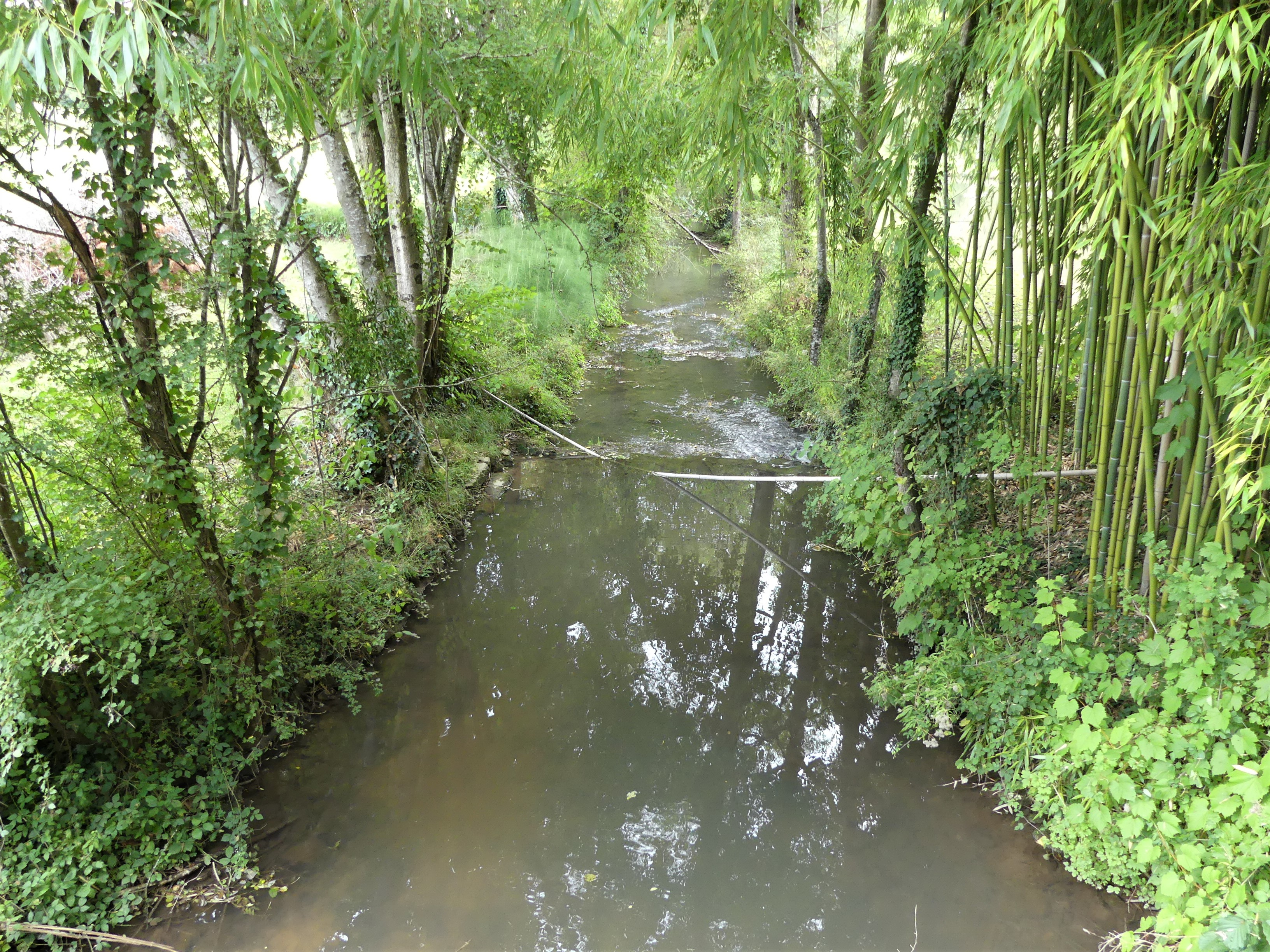
La Nizonne en limite de Sainte-Croix-de-Mareuil et des Graulges.
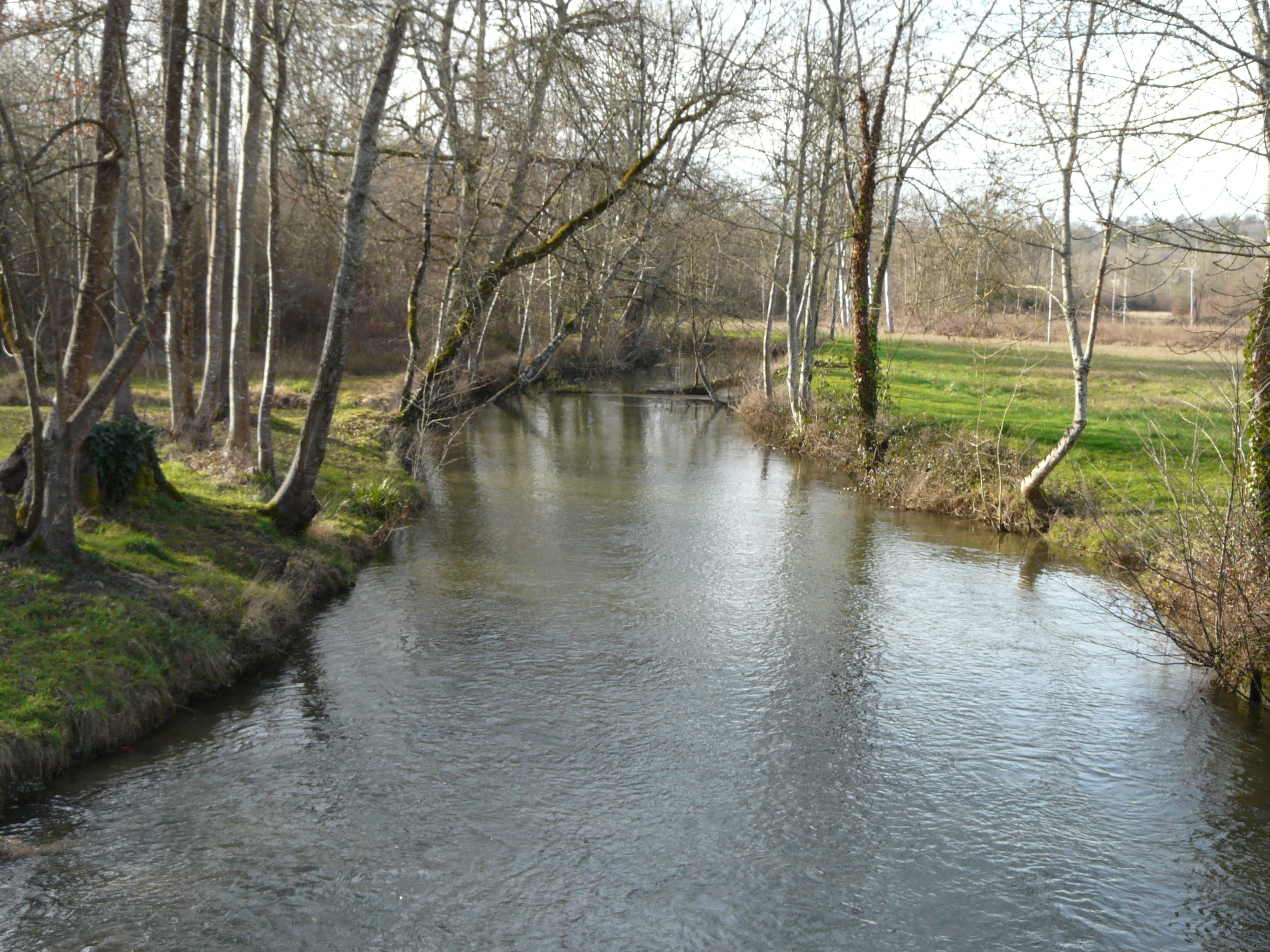
La Nizonne en limite de La Rochebeaucourt-et-Argentine (Dordogne) et Combiers (Charente).
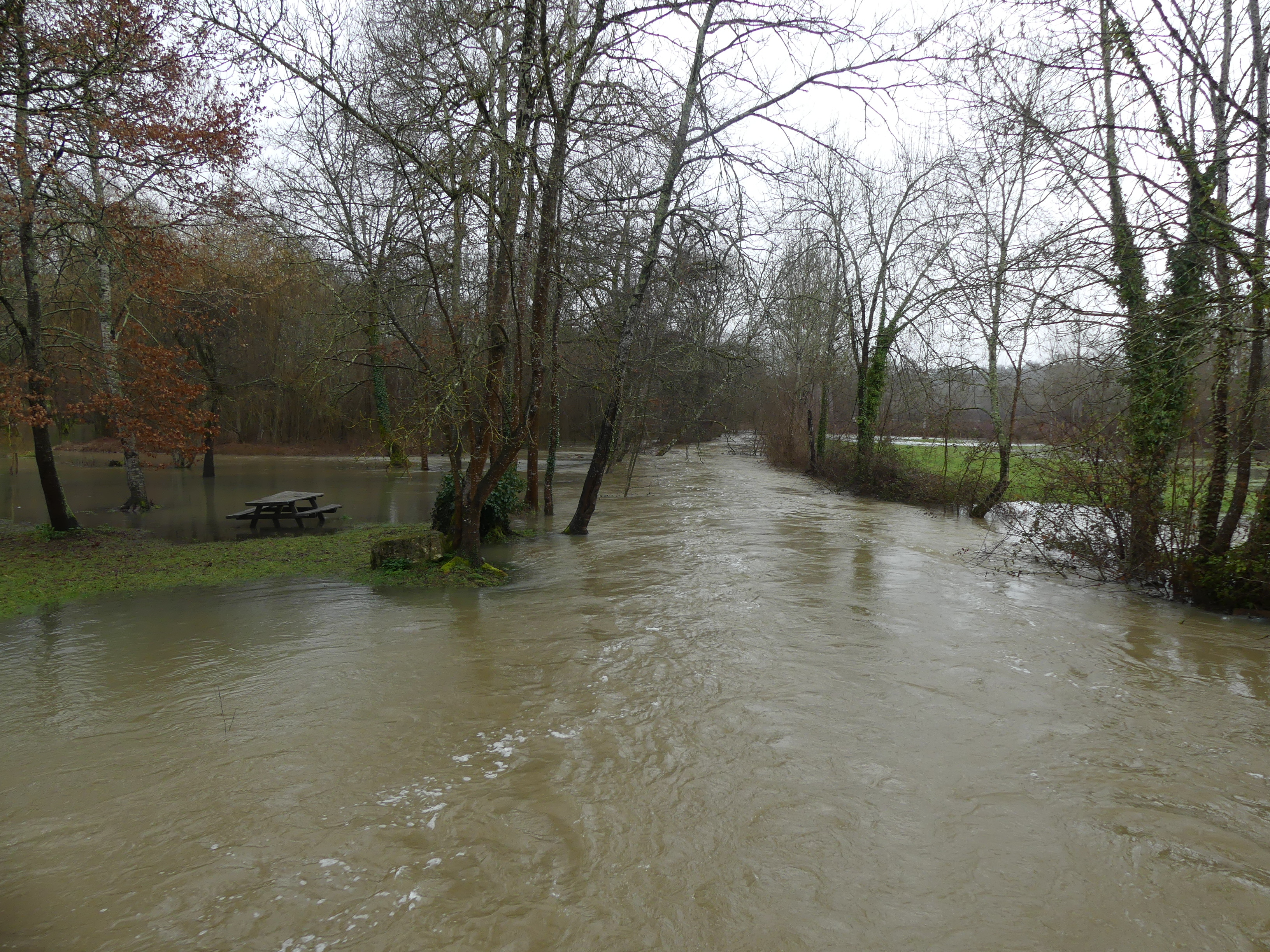
Le même endroit en période de crue.

## Description
Le site « Vallée de la Nizonne » est une zone naturelle d'intérêt écologique, faunistique et floristique (ZNIEFF) de type II, c'est-à-dire qu'elle représente un ensemble naturel riche ou peu modifié, qui offre des potentialités biologiques importantes. Elle possède un rôle fonctionnel ainsi qu'une cohérence écologique et paysagère et inclut territorialement quatre ZNIEFF de type I plus restreintes : « Marais alcalins de la vallée de la Nizonne », « Coteaux calcaires des bords de la Nizonne et de la Belle », « Vallée de la Belle » et « Vallée de la Pude ».
La ZNIEFF « Vallée de la Nizonne » est composée d'habitats variés comprenant des vallées des cours d'eau, avec des coteaux calcaires qui les bordent et des zones de tourbières alcalines ; son intérêt majeur réside dans la présence de trente-neuf espèces déterminantes dont trente animaux (deux amphibiens, sept insectes, vingt mammifères et un reptile) et neuf plantes.
Des recensements y ont été effectués aux niveaux faunistique et floristique.

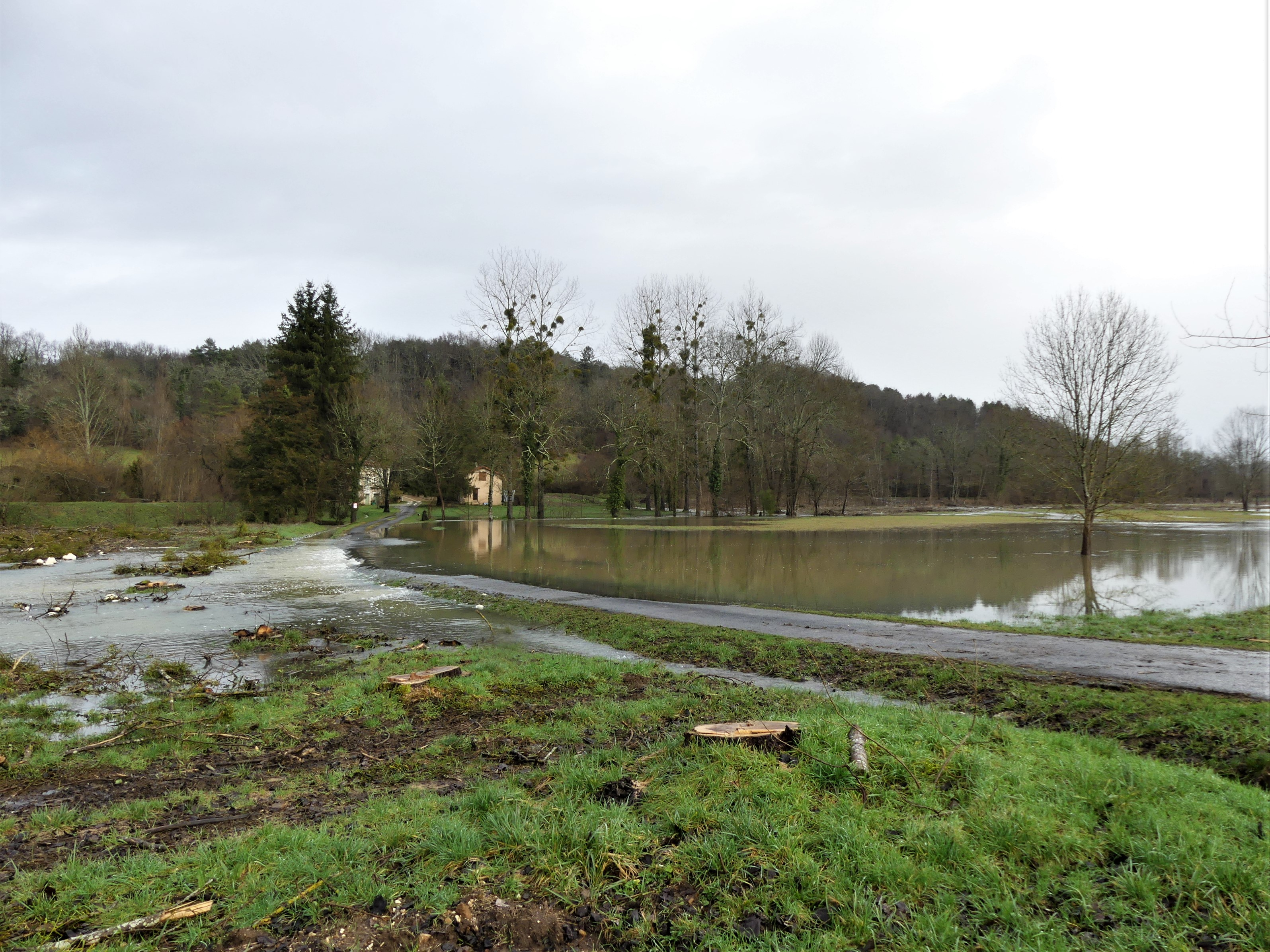
La Nizonne en crue au niveau du moulin de Chanteranne, Champeaux-et-la-Chapelle-Pommier, commune de Mareuil en Périgord.
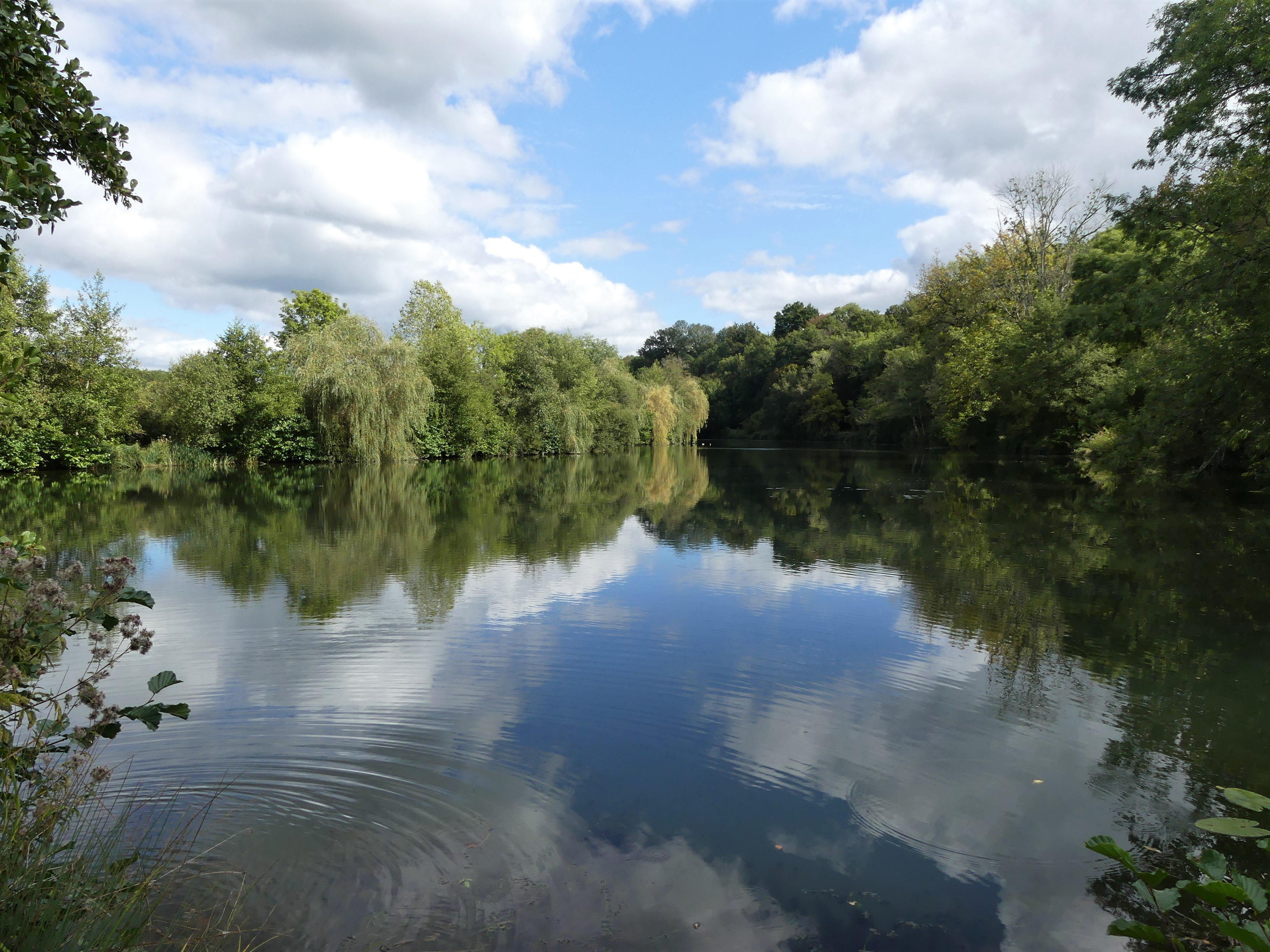
L'étang de Lavergne entre Mareuil en Périgord (ancienne commune de Saint-Sulpice-de-Mareuil) et Rudeau-Ladosse.
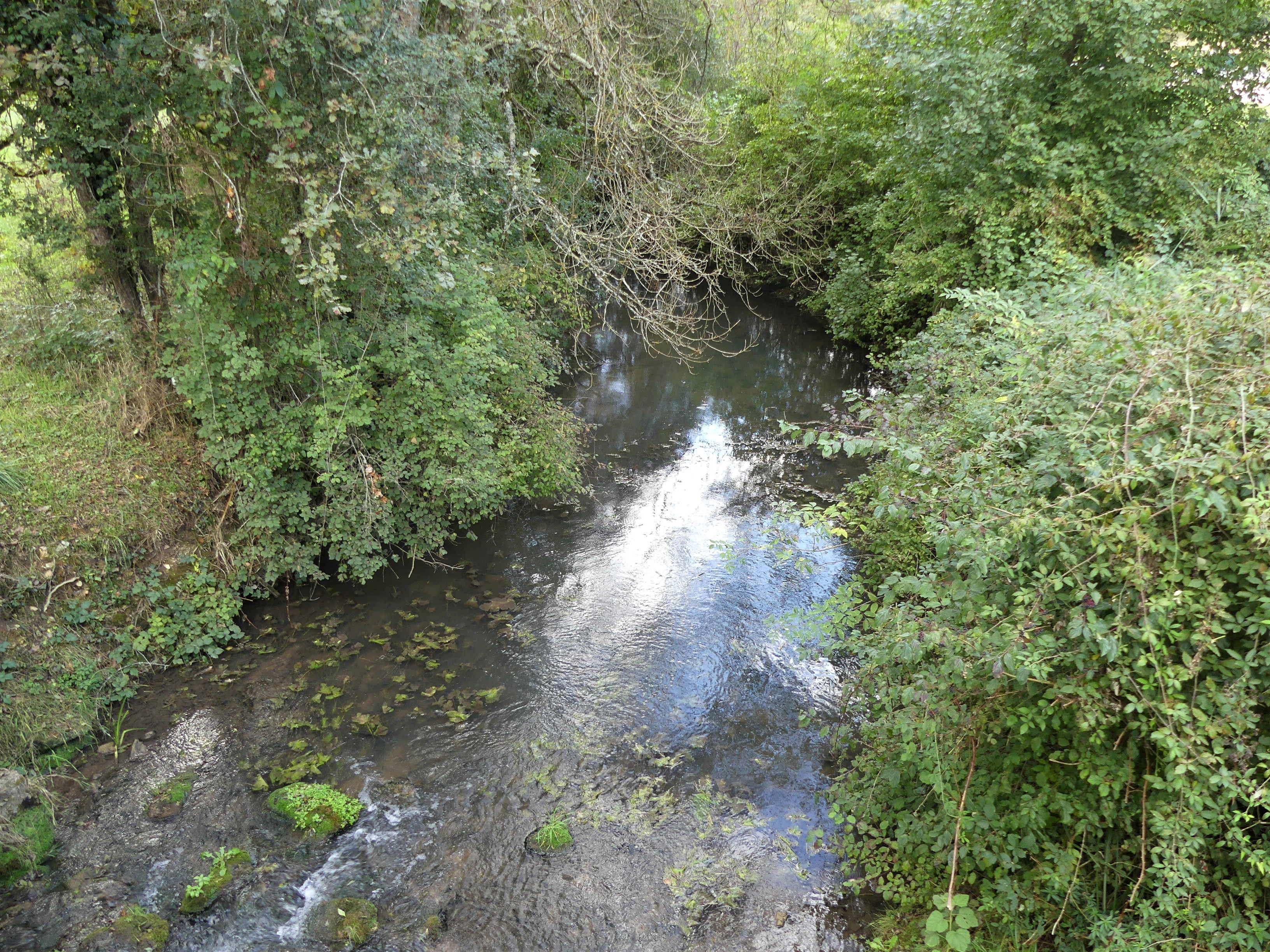
La Nizonne au pont du Râteau, en limite de Puyrenier et de Beaussac.
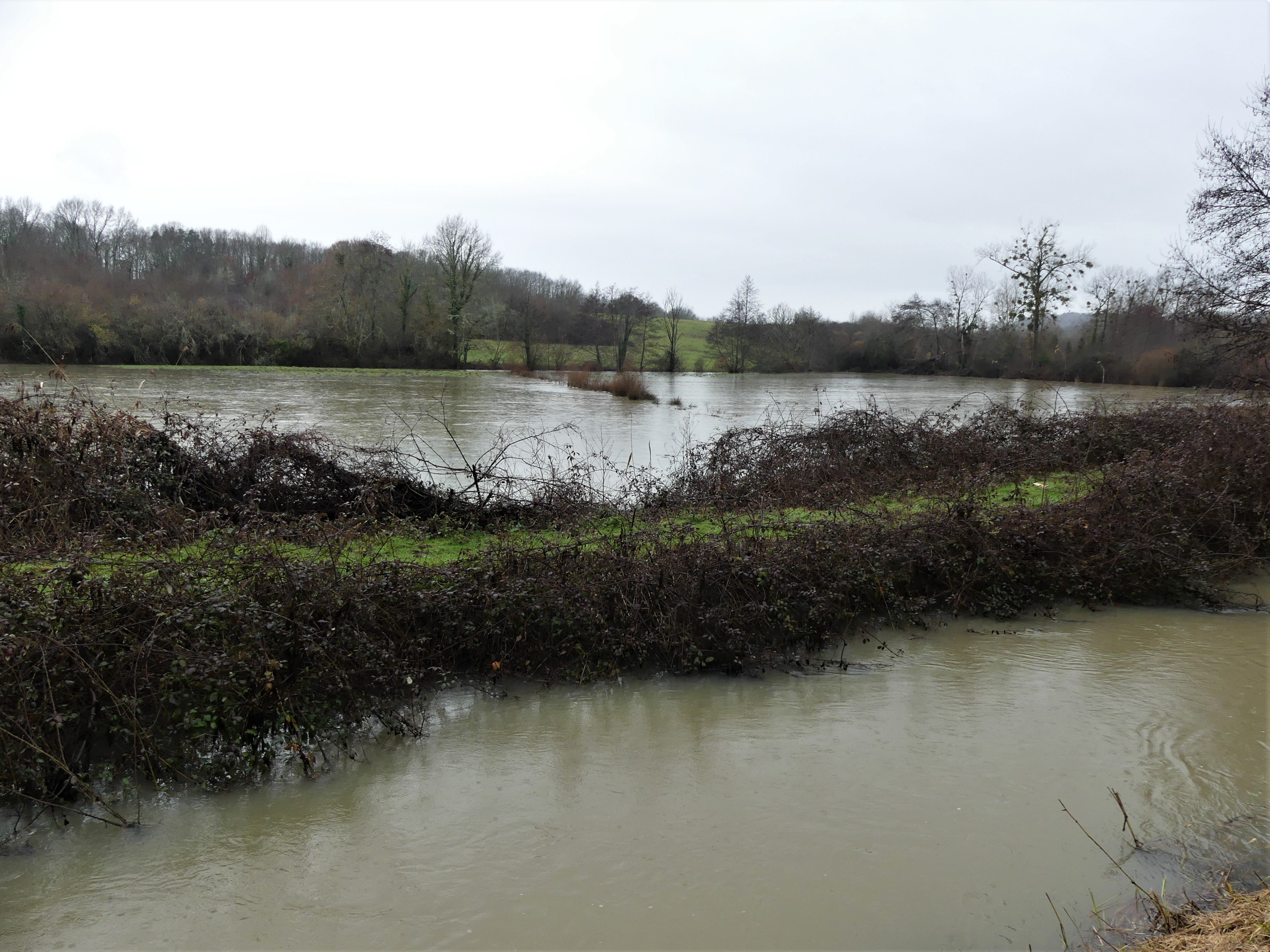
La Nizonne en crue en aval du moulin de Puyloubard, entre Beaussac et Puyrenier, commune de Mareuil en Périgord.
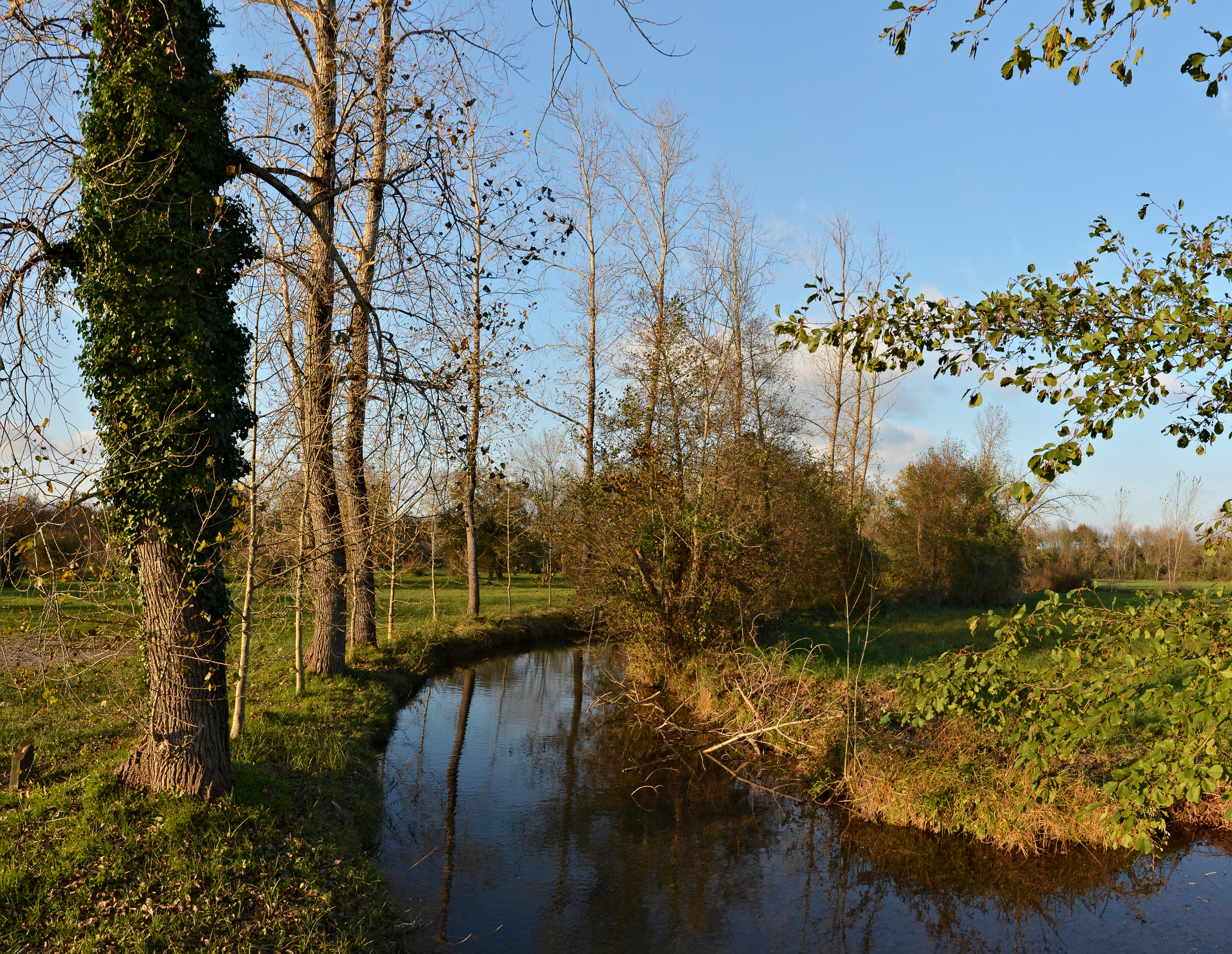
Bras de la Lizonne aux tourbières de Vendoire.

## Faune recensée

### Espèces déterminantes
Trente espèces déterminantes d'animaux y sont répertoriées entre 1999 et 2003 :
- deux amphibiens en 2003 : la Rainette verte (Hyla arborea) et le Triton marbré (Triturus marmoratus) ;
- sept insectes dont quatre lépidoptères en 2000 : l'Azuré de la croisette (Phengaris rebeli), l'Azuré de la sanguisorbe (Phengaris teleius), le Cuivré des marais (Lycaena dispar) et le Fadet des laîches (Coenonympha oedippus) et trois odonates de 1998 à 2001 : l'Agrion de Mercure (Coenagrion mercuriale), la Cordulie à corps fin (Oxygastra curtisii) et le Gomphe de Graslin (Gomphus graslinii) ;
- vingt mammifères : la Loutre d'Europe (Lutra lutra) en 2000 et le Vison d'Europe (Mustela lutreola) en 1999 et 2002, ainsi que dix-huit chauves-souris en 2001 et 2003 : la Barbastelle d'Europe (Barbastella barbastellus), le Grand murin (Myotis myotis), le Grand rhinolophe (Rhinolophus ferrumequinum), le Minioptère de Schreibers (Miniopterus schreibersii), le Murin de Bechstein (Myotis bechsteinii), le Murin de Daubenton (Myotis daubentonii), le Murin à moustaches (Myotis mystacinus), le Murin de Natterer (Myotis nattereri), le Murin à oreilles échancrées (Myotis emarginatus), la Noctule commune (Nyctalus noctula), la Noctule de Leisler (Nyctalus leisleri), l'Oreillard gris (Plecotus austriacus), l'Oreillard roux (Plecotus auritus), la Pipistrelle de Kuhl (Pipistrellus kuhlii), la Pipistrelle de Nathusius (Pipistrellus nathusii), le Petit murin (Myotis blythii), le Petit rhinolophe (Rhinolophus hipposideros) et la Sérotine commune (Eptesicus serotinus) ;
- un reptile en 2000 : la Cistude (Emys orbicularis).

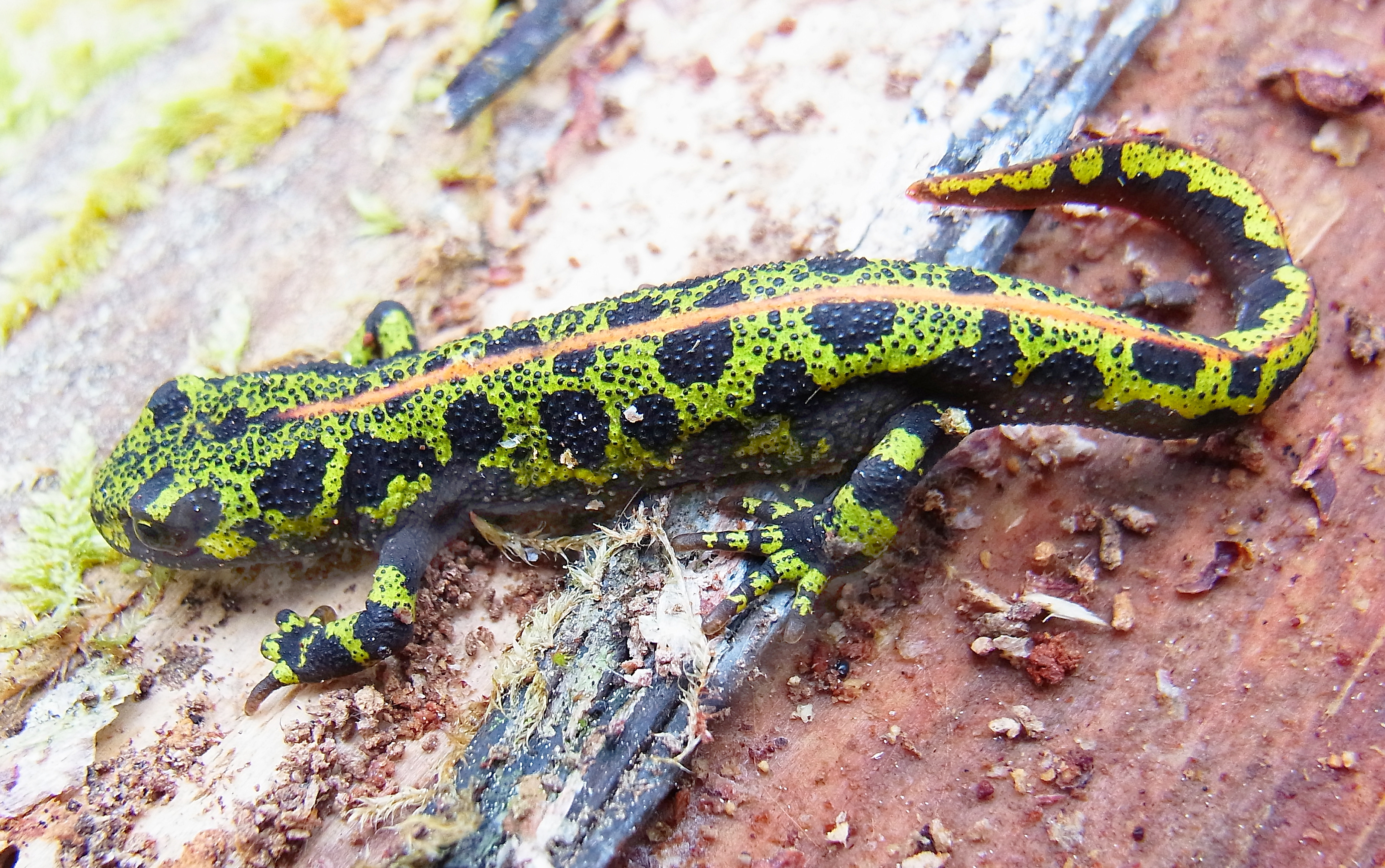
Triton marbré.
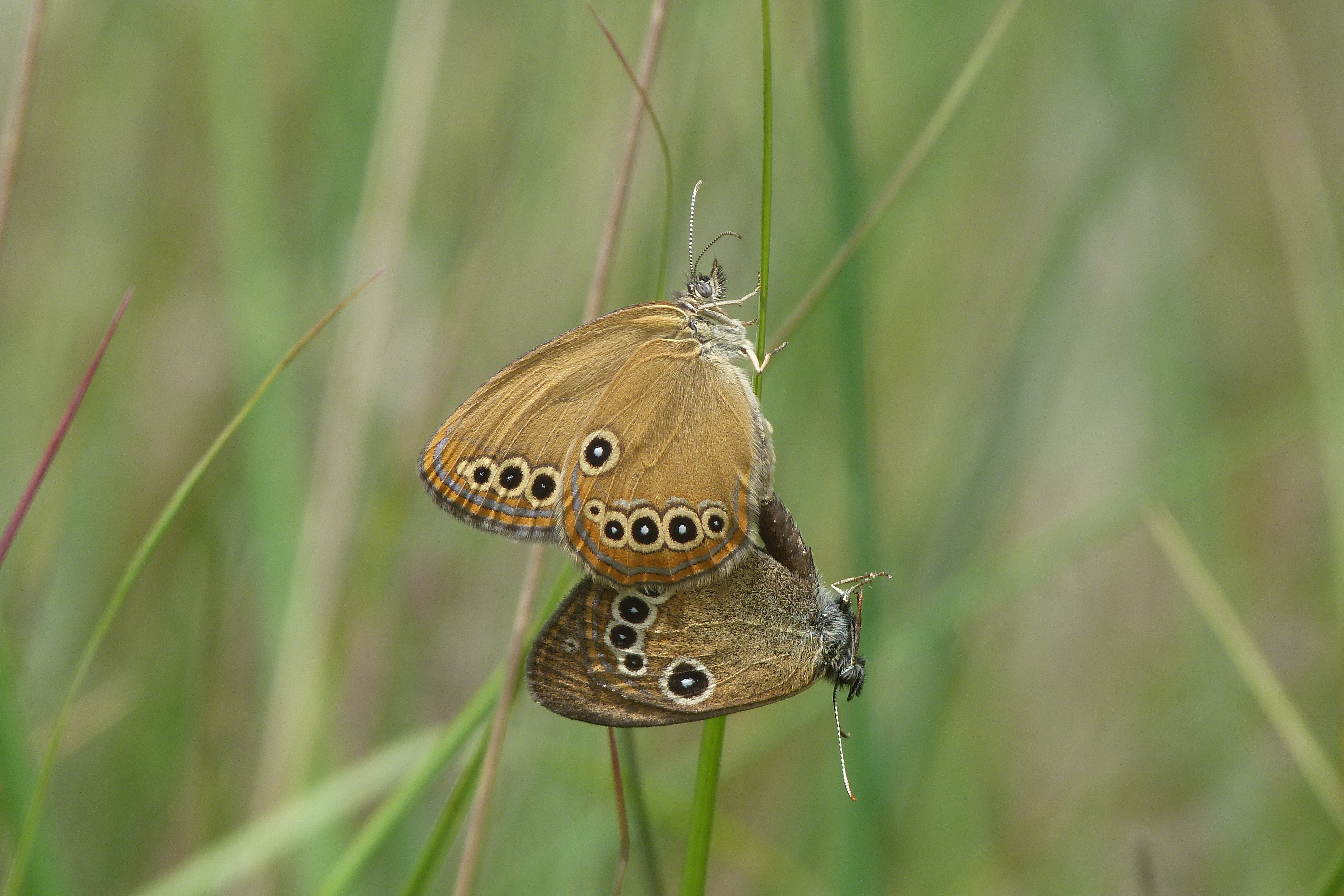
Accouplement de Fadets des laîches.
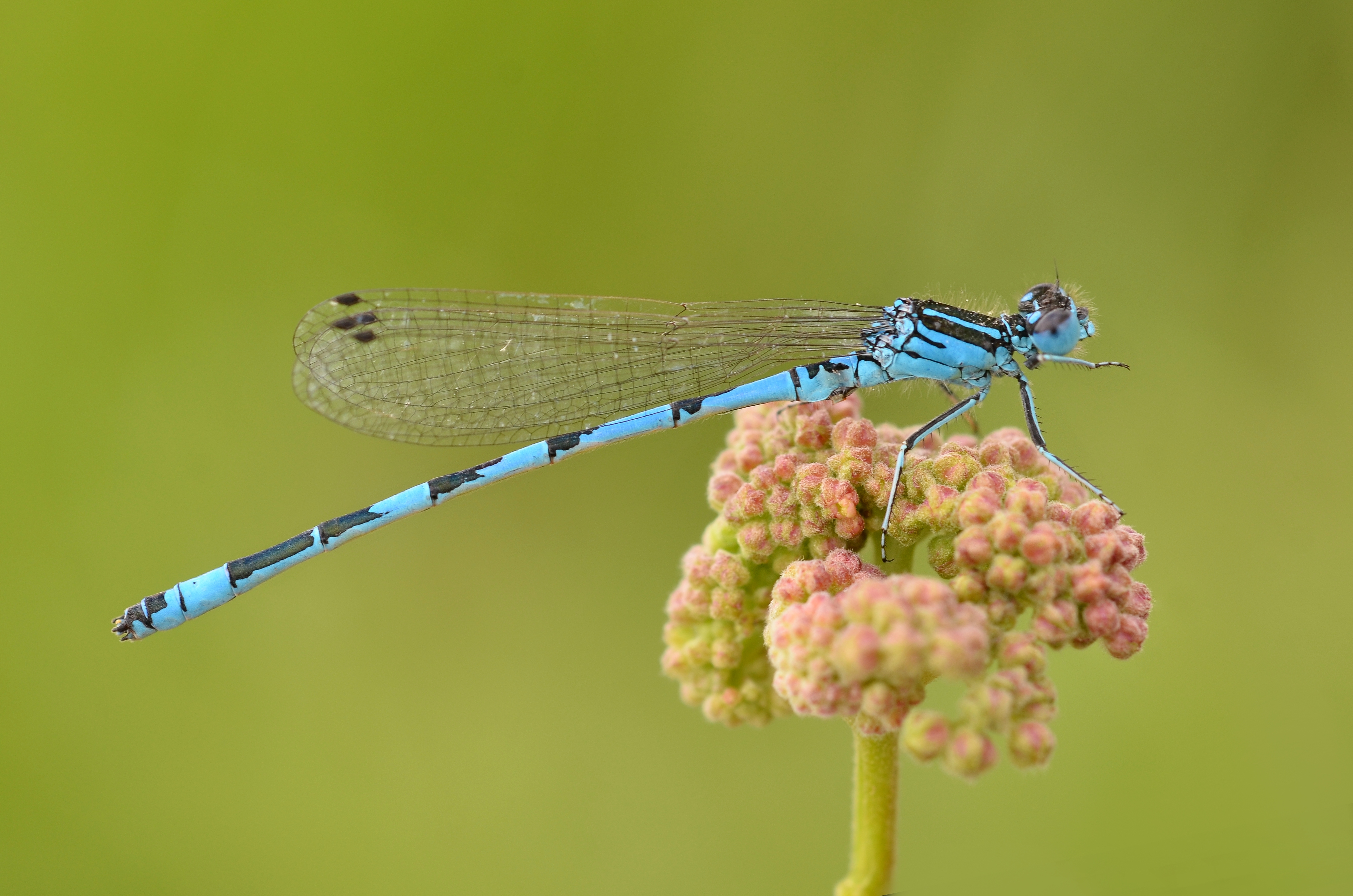
Agrion de Mercure mâle.
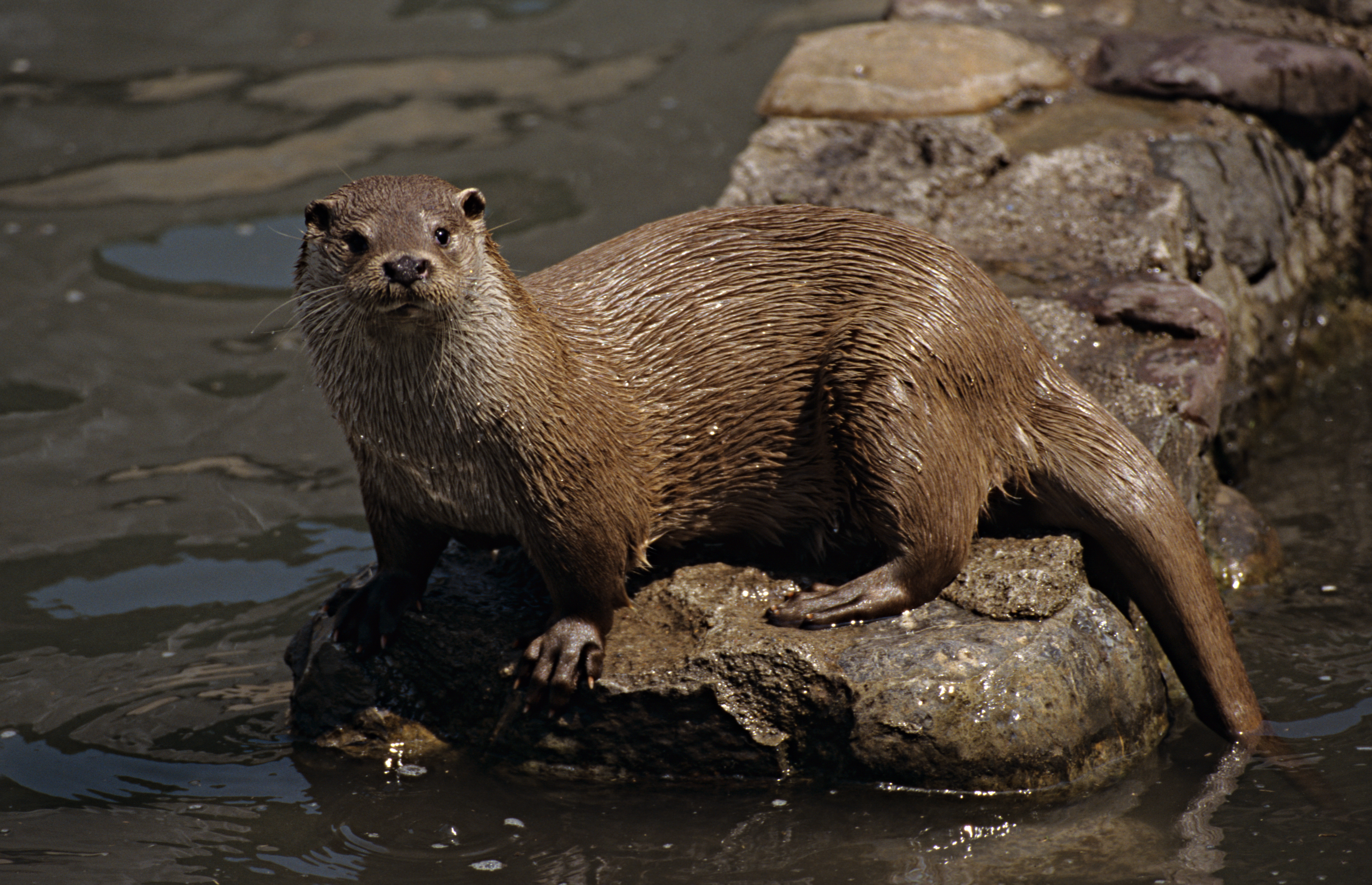
Loutre d'Europe.
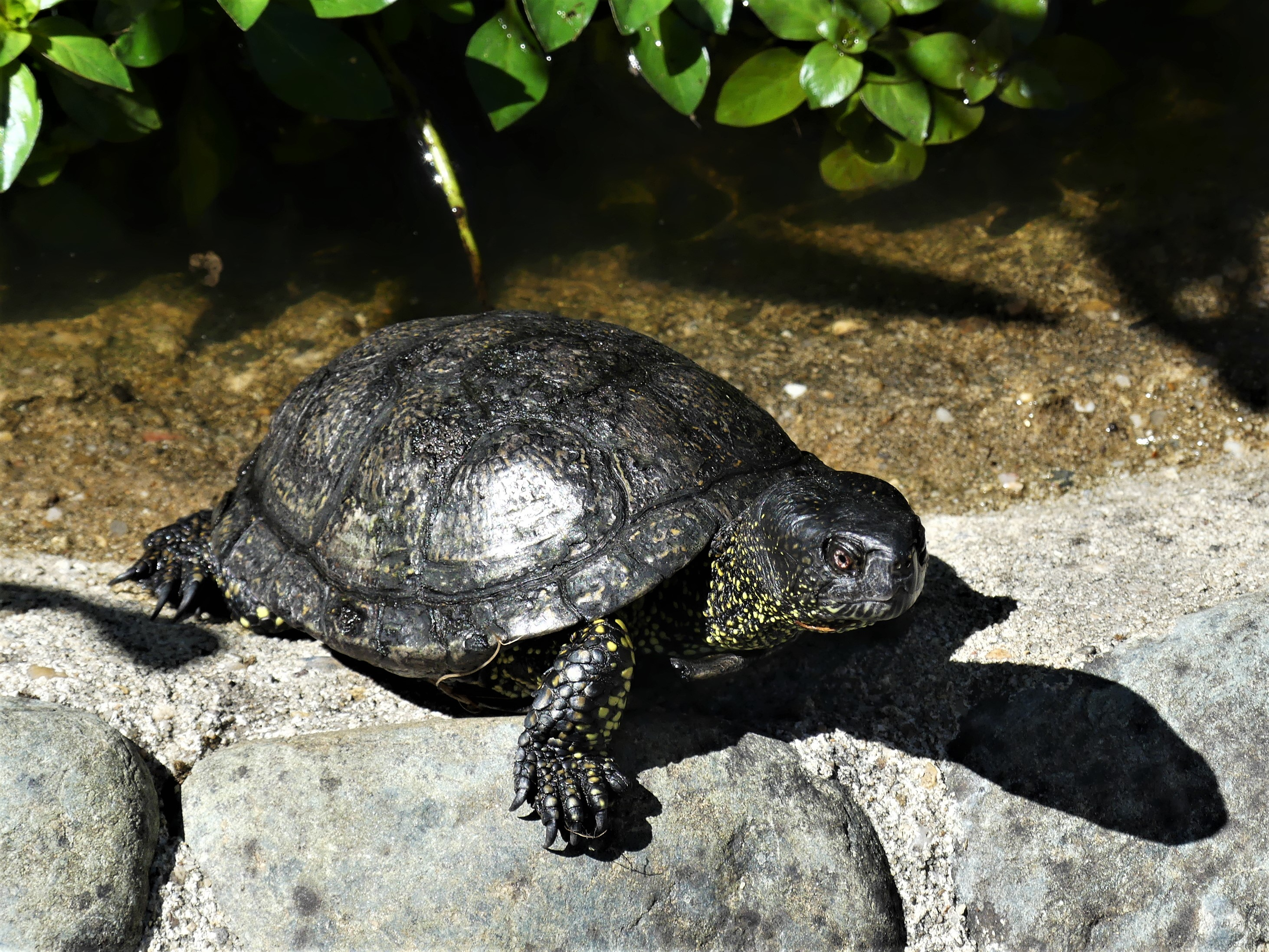
Cistude.

### Autres espèces
Plus de deux cents autres espèces animales y ont été recensées :
- deux amphibiens en 2003 : la Grenouille agile (Rana dalmatina) et la Rainette méridionale (Hyla meridionalis) ;
- 147 insectes dont :
  - 108 Lépidoptères[Note 2] : l'Amaryllis (Pyronia tithonus), l'Argus bleu (Polyommatus icarus), l'Argus bleu-nacré (Lysandra coridon), l'Arlequinette jaune (Acontia trabealis), l'Azuré de l'esparcette (Polyommatus thersites), l'Azuré des nerpruns (Celastrina argiolus), l'Azuré du trèfle (Cupido argiades), la Batis (Thyatira batis), la Belle-Dame (Vanessa cardui), le Biston marbré (Biston strataria), la Boarmie pétrifiée (Menophra abruptaria), la Boarmie recourbée (Alcis repandata), le Bois-veiné (Notodonta ziczac), le Bombyx dictéoïde (Pheosia gnoma), le Bombyx du trèfle (Lasiocampa trifolii), la Bordure ensanglantée (Diacrisia sannio), la Bordure entrecoupée (Lomaspilis marginata), la Brocatelle d'or (Camptogramma bilineata), la Cabère virginale (Cabera pusaria), la Carte géographique (Araschnia levana), le Céphale (Coenonympha arcania), le Chameau (Notodonta dromedarius), la Cidarie fauve (Cidaria fulvata), le Citron (Gonepteryx rhamni), la Citronnelle rouillée (Opisthograptis luteolata), le Collier-de-corail (Aricia agestis), le Cordon blanc (Ochropleura plecta), la Crête-de-coq (Ptilodon capucina), le Cuivré commun (Lycaena phlaeas), le Cuivré fuligineux (Lycaena tityrus), le Demi-deuil (Melanargia galathea), la Demi-lune noire (Drymonia ruficornis), la Doublure jaune (Euclidia glyphica), l'Écaille chinée (Euplagia quadripunctaria), l'Écaille tigrée (Spilosoma lubricipeda), l'Ennomos lunaire (Selenia lunularia), le Fadet commun (Coenonympha pamphilus), la Faucille (Drepana falcataria), le Flambé (Iphiclides podalirius), la Flavicorne (Achlya flavicornis), le Gamma (Autographa gamma), la Gothique (Orthosia gothica), le Grand nègre des bois (Minois dryas), le Grand sphinx de la vigne (Deilephila elpenor), la Grande tortue (Nymphalis polychloros), la Hachée (Rheumaptera hastata), l'Hameçon (Watsonalla binaria), la Harpye bicuspide (Furcula bicuspis), l'Hémithée éruginée (Jodis lactearia (en)), l'Hespérie des potentilles (Pyrgus armoricanus), l'Hespérie des sanguisorbes (Spialia sertorius), le Hibou (Noctua pronuba), l'Impolie (Idaea aversata), la Livrée des arbres (Malacosoma neustria), le Machaon (Papilio machaon), la Mégère (Lasiommata megera), la Mélanthie du Caille-lait (Epirrhoe galiata), la Mélanthie pie (Melanthia procellata (en)), la Mélitée des centaurées (Melitaea phoebe), le Mi (Euclidia mi), la Mignonne (Plemyria rubiginata (en)), le Miroir (Heteropterus morpheus), le Moro-sphinx (Macroglossum stellatarum), le Museau (Pterostoma palpina), le Myrtil (Maniola jurtina), la Nasse (Tholera decimalis (en)), la Noctuelle argentule (Deltote bankiana (en)), la Noctuelle couleur de bronze (Phytometra viridaria), la Noctuelle en deuil (Tyta luctuosa), la Noctuelle de la persicaire (Melanchra persicariae), l'Orthosie variable (Orthosia incerta (en)), le Paon-du-jour (Aglais io), le Petit mars changeant (Apatura ilia), le Petit sylvain (Limenitis camilla), la Petite épine (Cilix glaucata), la Petite tortue (Aglais urticae), la Petite violette (Boloria dia), la Phalène du fusain (Ligdia adustata), la Phalène linéolée (Plagodis dolabraria), la Phalène de la mancienne (Crocallis elinguaria), la Phalène picotée (Ematurga atomaria), la Phalène du sureau (Ourapteryx sambucaria), la Piéride du chou (Pieris brassicae), la Piéride du lotier (Leptidea sinapis), la Piéride de la rave (Pieris rapae), le Point d'exclamation (Agrotis exclamationis), le Psi (Acronicta psi), le Réseau (Chiasmia clathrata), le Robert-le-Diable (Polygonia c-album), la Rosette (Miltochrista miniata), la Rouillée (Xanthorhoe ferrugata), le Souci (Colias crocea), la Soyeuse (Rivula sericealis), le Sphinx bourdon (Hemaris tityus), le Sphinx du tilleul (Mimas tiliae), la Sylvaine (Ochlodes sylvanus), le Tabac d'Espagne (Argynnis paphia), la Thècle de l'yeuse (Satyrium ilicis), le Tircis (Pararge aegeria), la Tortue (Apoda limacodes), le Trapèze (Cosmia trapezina), la Triple raie (Aplocera plagiata), la Triple tache (Drymonia dodonaea), le Tristan (Aphantopus hyperantus), la Troënière (Craniophora ligustri), le Vulcain (Vanessa atalanta), la Zérène du groseillier (Abraxas grossulariata) et la Zygène de la filipendule (Zygaena filipendulae) ;
  - 39 Odonates[Note 3] entre 1998 et 2001 : l'Æschne affine (Aeshna affinis), l'Æschne bleue (Aeshna cyanea), l'Æschne paisible (Boyeria irene), l'Æschne printanière (Brachytron pratense), l'Agrion à larges pattes (Platycnemis pennipes), l'Agrion blanchâtre (Platycnemis latipes), l'Agrion de Vander Linden (Erythromma lindenii), l'Agrion délicat (Ceriagrion tenellum), l'Agrion élégant (Ischnura elegans), l'Agrion joli (Coenagrion pulchellum), l'Agrion jouvencelle (Coenagrion puella), l'Agrion mignon (Coenagrion scitulum), l'Agrion orangé (Platycnemis acutipennis), l'Agrion porte-coupe (Enallagma cyathigerum), l'Anax empereur, (Anax imperator), l'Anax napolitain, (Anax parthenope), le Caloptéryx éclatant (Calopteryx splendens), le Caloptéryx méditerranéen (Calopteryx haemorrhoidalis), le Caloptéryx vierge (Calopteryx virgo) et sa sous-espèce le Caloptéryx vierge méridional (Calopteryx virgo meridionalis), le Cordulégastre annelé (Cordulegaster boltonii), la Cordulie bronzée (Cordulia aenea), le Gomphe gentil (Gomphus pulchellus), le Gomphe semblable (Gomphus simillimus), le Gomphe vulgaire (Gomphus vulgatissimus), le Leste vert (Chalcolestes viridis), la Libellule à quatre taches, (Libellula quadrimaculata), la Libellule déprimée (Libellula depressa), la Libellule écarlate (Crocothemis erythraea), la Libellule fauve (Libellula fulva), la Naïade au corps vert (Erythromma viridulum), la Nymphe au corps de feu (Pyrrhosoma nymphula), l'Onychogomphe à crochets (Onychogomphus uncatus), l'Onychogomphe à pinces (Onychogomphus forcipatus), l'Orthétrum bleuissant (Orthetrum coerulescens), l'Orthétrum brun (Orthetrum brunneum), l'Orthétrum réticulé (Orthetrum cancellatum), l'Orthétrum à stylets blancs (Orthetrum albistylum), le Sympétrum rouge sang (Sympetrum sanguineum) et le Sympétrum strié (Sympetrum striolatum) ;
- trois mammifères entre 1996 et 2003 : le Campagnol amphibie (Arvicola sapidus), la Pipistrelle commune (Pipistrellus pipistrellus), et le Surmulot (Rattus norvegicus) ;
- 53 oiseaux entre 1987 et 2003 : l'Alouette des champs (Alauda arvensis), le Balbuzard pêcheur (Pandion haliaetus), la Bergeronnette des ruisseaux (Motacilla cinerea), la Bergeronnette grise (Motacilla alba), le Blongios nain (Ixobrychus minutus), la Bondrée apivore (Pernis apivorus), le Busard des roseaux (Circus aeruginosus), le Busard Saint-Martin (Circus cyaneus), la Buse variable (Buteo buteo), le Canard colvert (Anas platyrhynchos), le Circaète Jean-le-Blanc (Circaetus gallicus), la Cisticole des joncs (Cisticola juncidis), la Corneille noire (Corvus corone), le Coucou gris (Cuculus canorus), l'Engoulevent d'Europe (Caprimulgus europaeus), le Faucon crécerelle (Falco tinnunculus), le Faucon hobereau (Falco subbuteo), le Faucon pèlerin (Falco peregrinus), la Fauvette à tête noire (Sylvia atricapilla), la Fauvette grisette (Sylvia communis), la Fauvette des jardins (Sylvia borin), le Grand Cormoran (Phalacrocorax carbo), le Grimpereau des jardins (Certhia brachydactyla), la Grive draine (Turdus viscivorus), la Grive musicienne (Turdus philomelos), la Grue cendrée (Grus grus), la Guifette noire (Chlidonias niger), le Héron cendré (Ardea cinerea), le Héron pourpré (Ardea purpurea), l'Hirondelle rustique (Hirundo rustica), la Huppe fasciée (Upupa epops), l'Hypolaïs polyglotte (Hippolais polyglotta), la Linotte mélodieuse (Linaria cannabina), le Loriot d'Europe (Oriolus oriolus), le Martin-pêcheur d'Europe (Alcedo atthis), le Martinet noir (Apus apus), la Mésange à longue queue (Aegithalos caudatus), la Mésange charbonnière (Parus major), le Milan noir (Milvus migrans), le Pic épeiche (Dendrocopos major), le Pic mar (Dendrocopos medius), le Pic noir (Dryocopus martius), le Pic vert (Picus viridis), la Pie-grièche écorcheur (Lanius collurio), le Pigeon ramier (Columba palumbus), le Pinson des arbres (Fringilla coelebs), le Pouillot véloce (Phylloscopus collybita), le Rossignol philomèle (Luscinia megarhynchos), le Rougequeue à front blanc (Phoenicurus phoenicurus), le Tarier pâtre (Saxicola rubicola), la Tourterelle des bois (Streptopelia turtur), le Troglodyte mignon (Troglodytes troglodytes) et le Verdier d'Europe (Chloris chloris) ;
- douze poissons en 1989 et 1999 dans la vallée de la Belle[6] : l'Anguille d'Europe (Anguilla anguilla), le Chabot commun (Cottus gobio), la Carpe commune (Cyprinus carpio), le Chevesne (Squalius cephalus), l'Épinoche (Gasterosteus aculeatus), le Gardon (Rutilus rutilus), le Goujon commun (Gobio gobio), la Loche franche (Barbatula barbatula), la Perche commune (Perca fluviatilis), la Perche soleil (Lepomis gibbosus), la Truite commune (Salmo trutta) et le Vairon (Phoxinus phoxinus) ;
- trois reptiles en 2003 : la Couleuvre verte et jaune (Hierophis viridiflavus), le Lézard à deux raies (Lacerta bilineata) et le Lézard des murailles (Podarcis muralis).

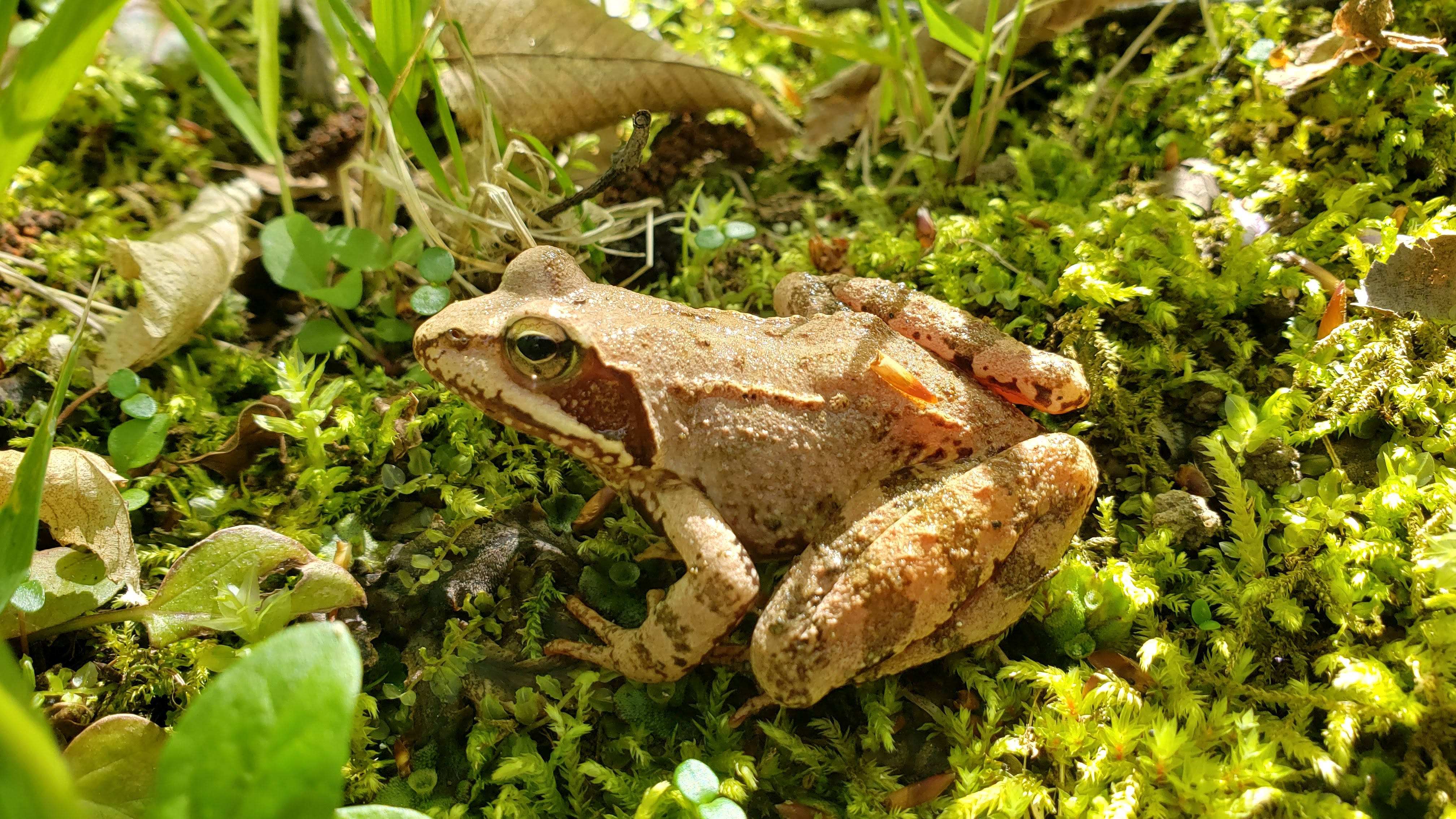
Grenouille agile.
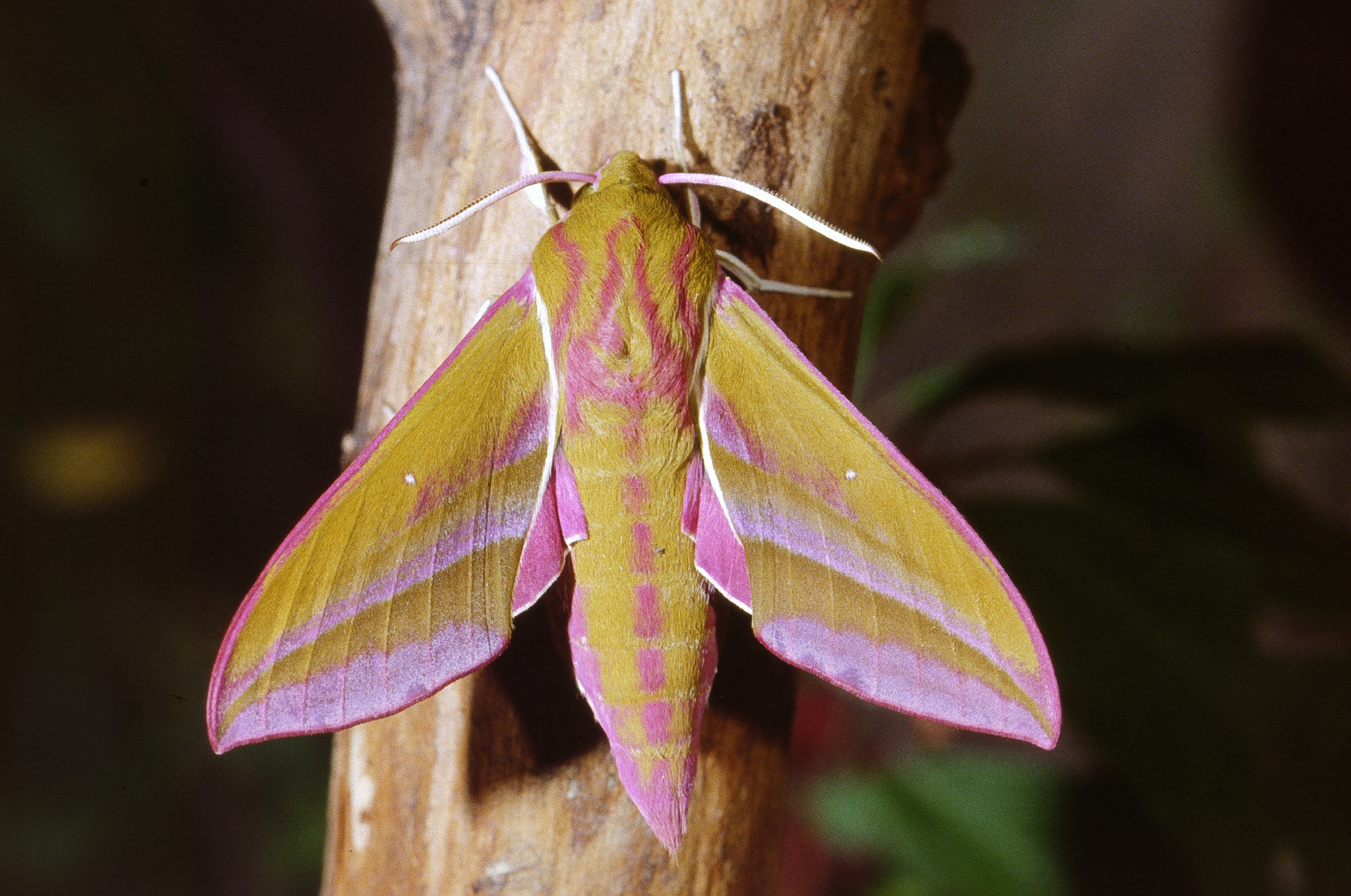
Grand sphinx de la vigne.
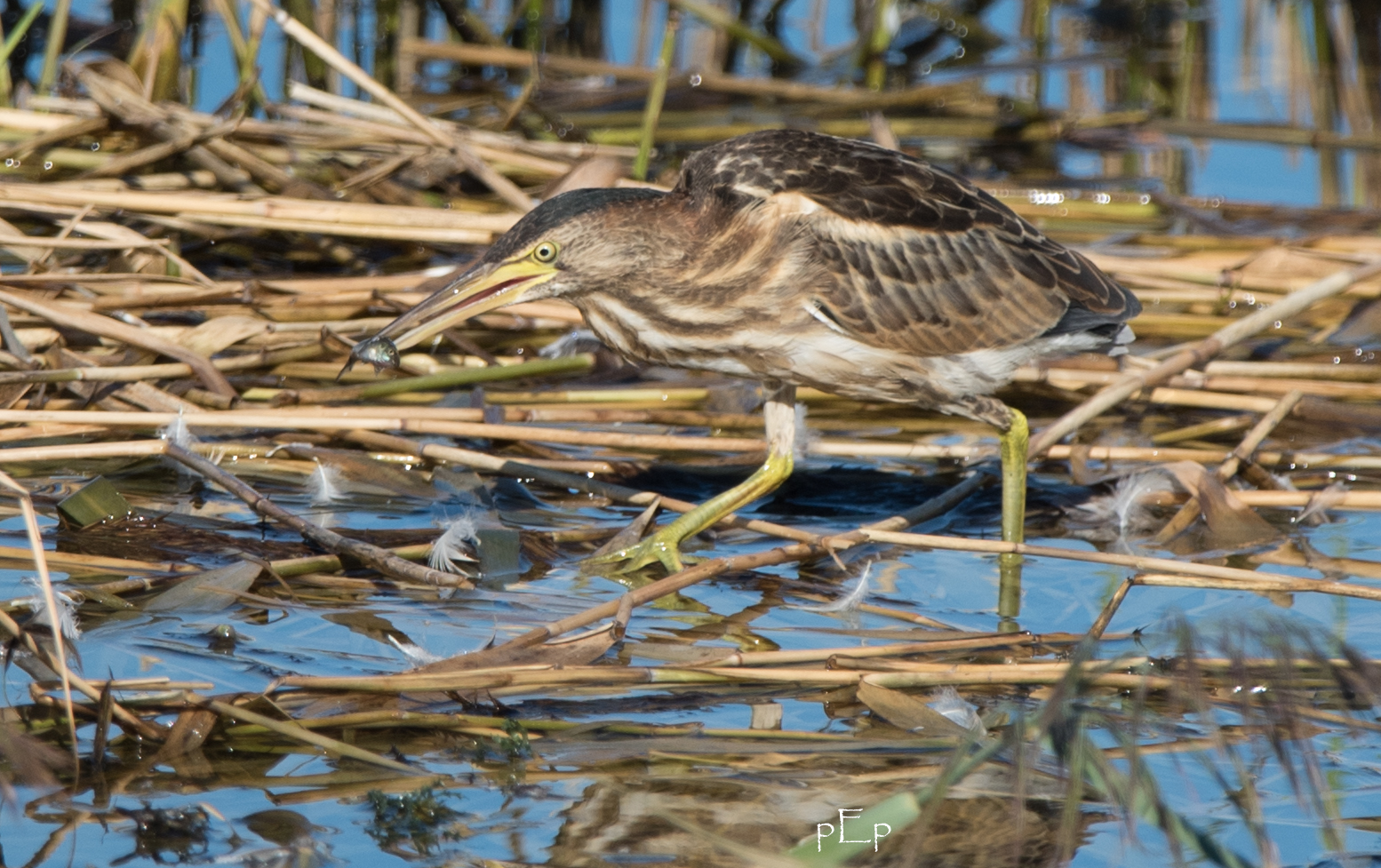
Blongios nain.
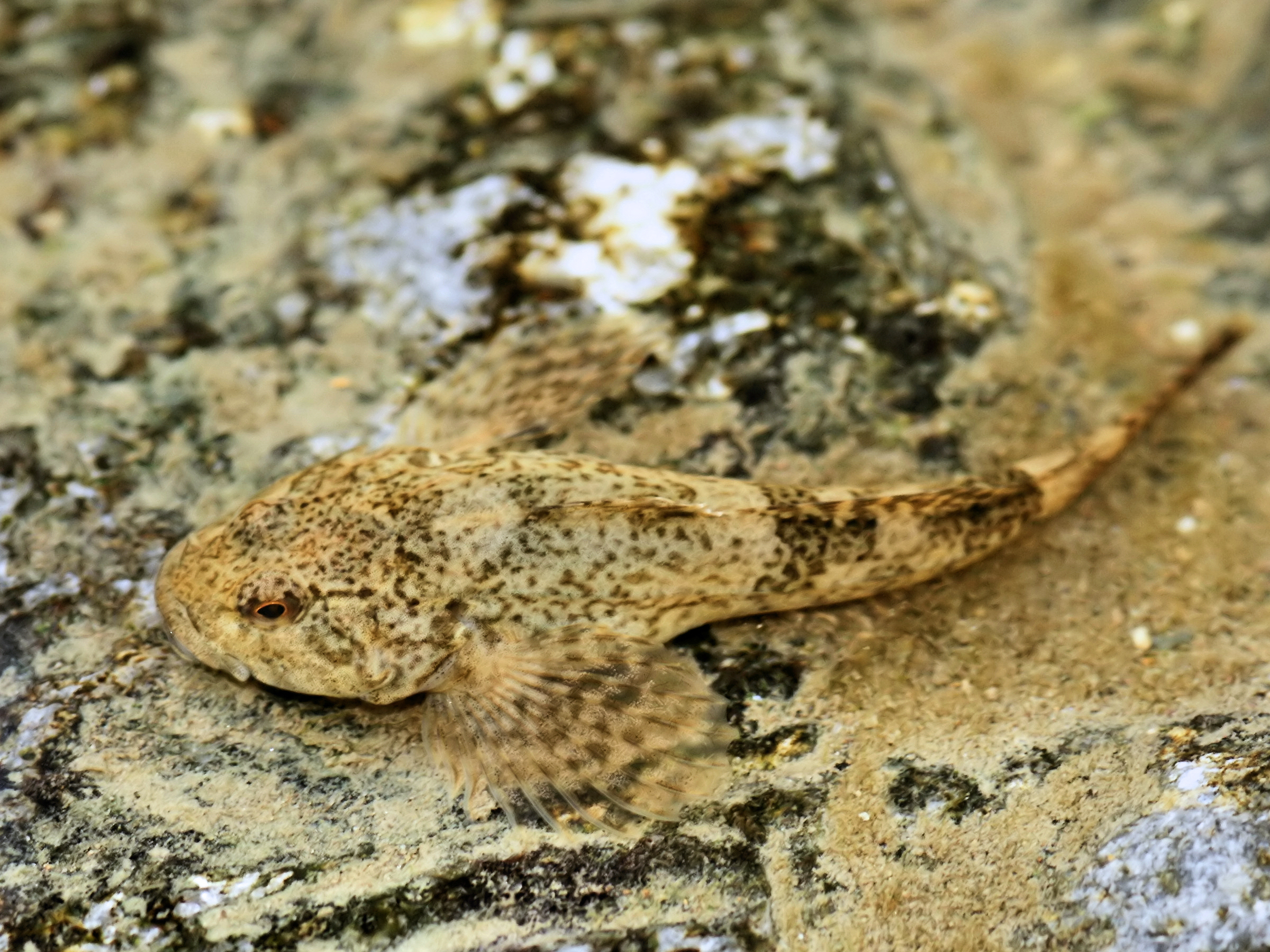
Chabot commun.
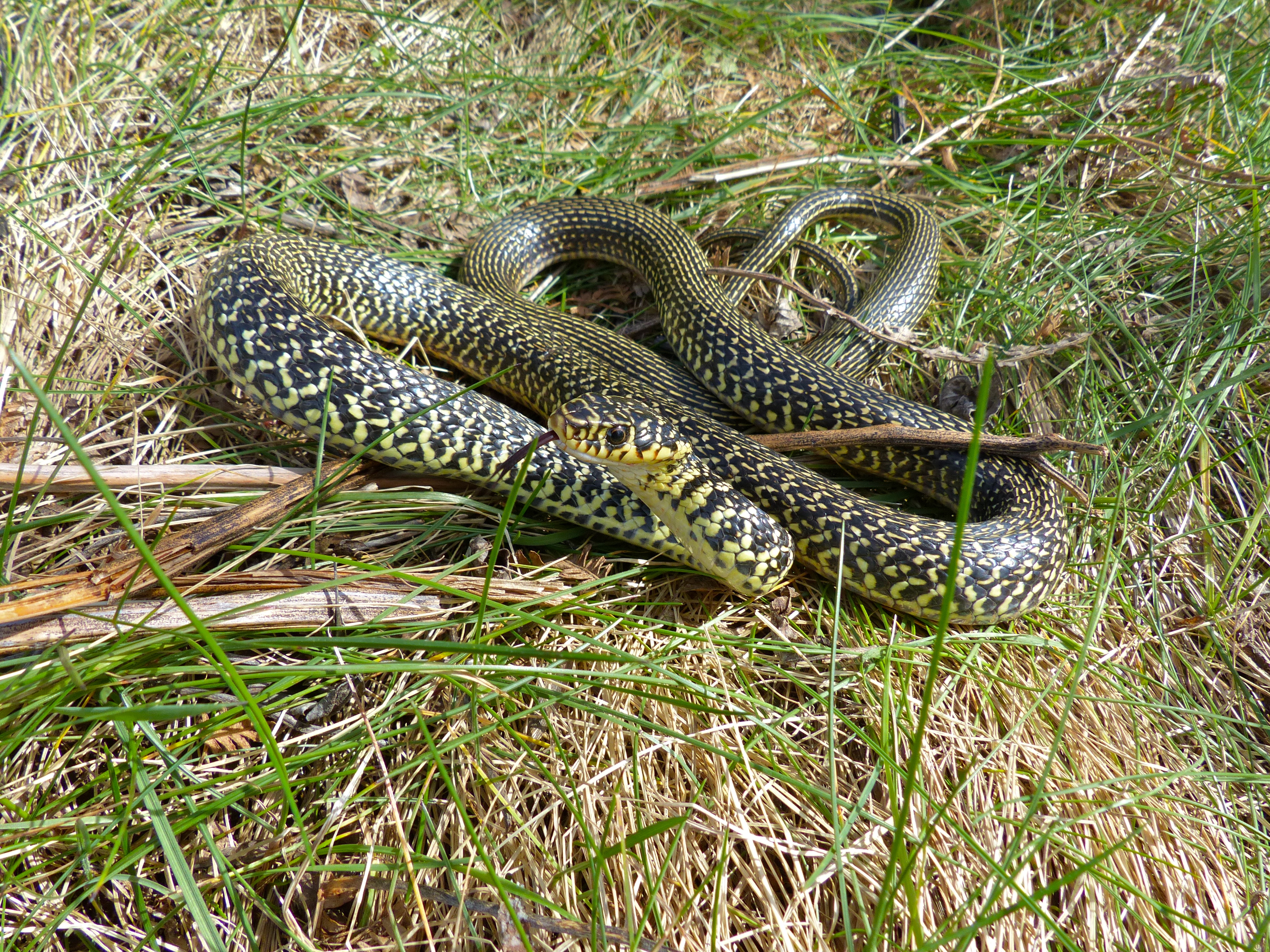
Couleuvre verte et jaune.

### Protection de la faune
- Les quatre espèces d'amphibiens de la ZNIEFF : la Grenouille agile, la Rainette méridionale, la Rainette verte et le Triton marbré, sont protégées sur l'ensemble du territoire français[8] et sont de plus protégées au titre de la Directive habitats de l'Union européenne[1].
- Six espèces d'insectes — trois libellules et trois papillons — sont protégées sur l'ensemble du territoire français : l'Agrion de Mercure, la Cordulie à corps fin, le Cuivré des marais, l'Écaille chinée, le Fadet des laîches et le Gomphe de Graslin[9] et le sont également au titre de la Directive habitats[1].
- Dix-sept espèces de mammifères recensées sur la ZNIEFF sont protégées au titre de la Directive habitats de l'Union européenne : la Barbastelle d'Europe, le Campagnol amphibie, le Grand murin, le Grand rhinolophe, la Loutre d'Europe, le Murin à oreilles échancrées, la Noctule commune, la Noctule de Leisler, l'Oreillard gris, l'Oreillard roux, le Petit murin, le Petit rhinolophe, la Pipistrelle commune, la Pipistrelle de Kuhl, la Pipistrelle de Nathusius, la Sérotine commune et le Vison d'Europe ; elles sont également protégées sur l'ensemble du territoire français ainsi que cinq autres : le Minioptère de Schreibers, le Murin de Bechstein, le Murin de Daubenton, le Murin à moustaches, le Murin de Natterer[10]. De plus, deux d'entre elles, la Loutre d'Europe et le Vison d'Europe, sont en danger d'extinction en France[11].
- Seize espèces d'oiseaux de la ZNIEFF sont protégées au titre de la Directive oiseaux de l'Union européenne[1] : le Balbuzard pêcheur, le Blongios nain, la Bondrée apivore, le Busard des roseaux, le Busard Saint-Martin, le Circaète Jean-le-Blanc, l'Engoulevent d'Europe, le Faucon pèlerin, la Grue cendrée, la Guifette noire, le Héron pourpré, le Martin-pêcheur d'Europe, le Milan noir, le Pic mar, le Pic noir, la Pie-grièche écorcheur ; elles sont donc protégées sur l'ensemble du territoire français[12], de même que 29 autres : la Bergeronnette des ruisseaux, la Bergeronnette grise, la Buse variable, la Cisticole des joncs, le Coucou gris, le Faucon crécerelle, le Faucon hobereau, la Fauvette à tête noire, la Fauvette grisette, la Fauvette des jardins, le Grand Cormoran, le Grimpereau des jardins, le Héron cendré, l'Hirondelle rustique, la Huppe fasciée, l'Hypolaïs polyglotte, la Linotte mélodieuse, le Loriot d'Europe, le Martinet noir, la Mésange à longue queue, la Mésange charbonnière, le Pic épeiche, le Pic vert, le Pinson des arbres, le Pouillot véloce, le Rossignol philomèle, le Rougequeue à front blanc, le Troglodyte mignon et le Verdier d'Europe.
- Une espèce de poissons, le Chabot commun, est protégée au titre de la Directive habitats[1].
- Les quatre espèces de reptiles de la ZNIEFF sont protégées sur l'ensemble du territoire français[8] et deux d'entre elles, la Cistude et le Lézard des murailles, sont de plus protégées au titre de la Directive habitats[1].

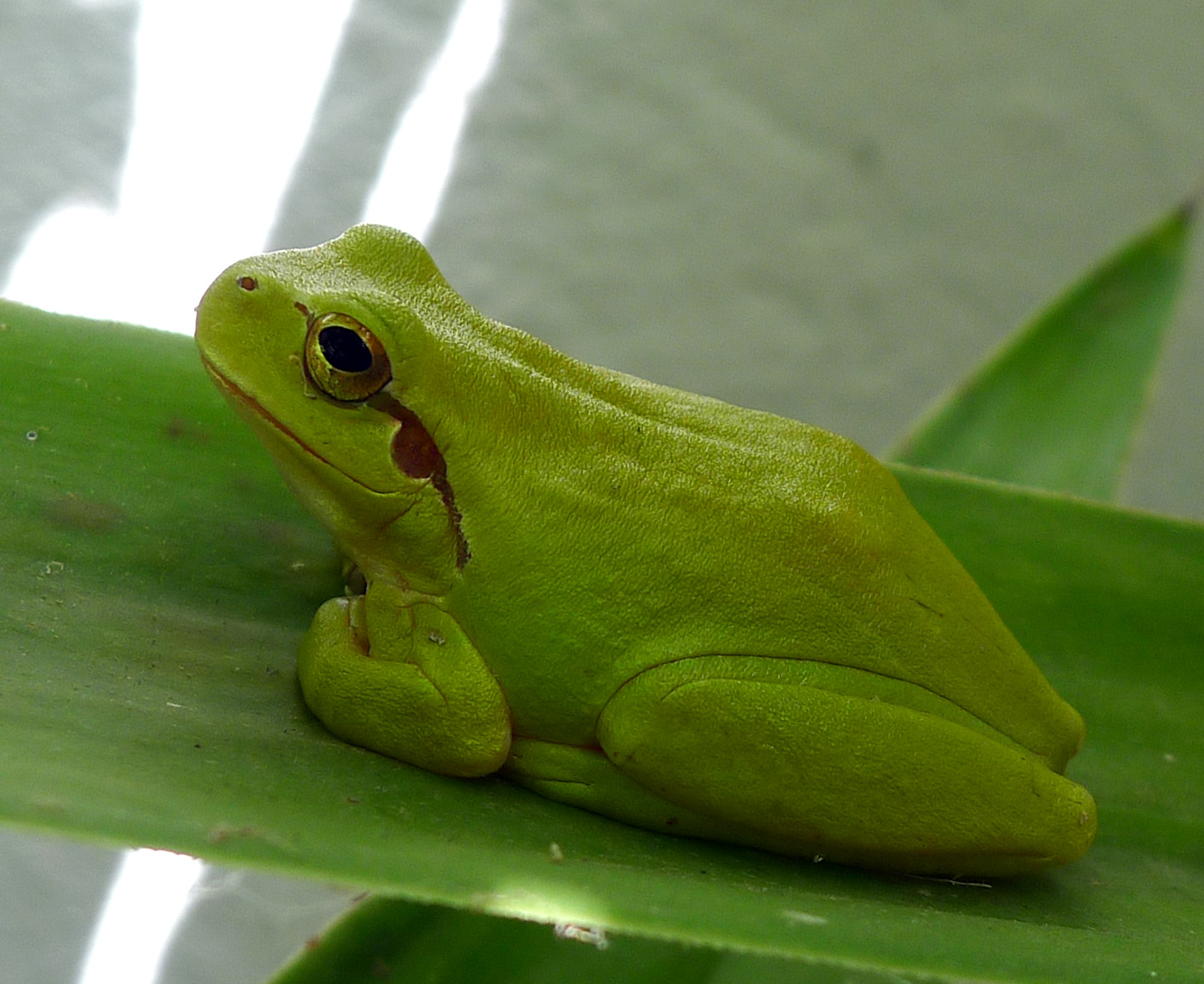
Rainette méridionale.
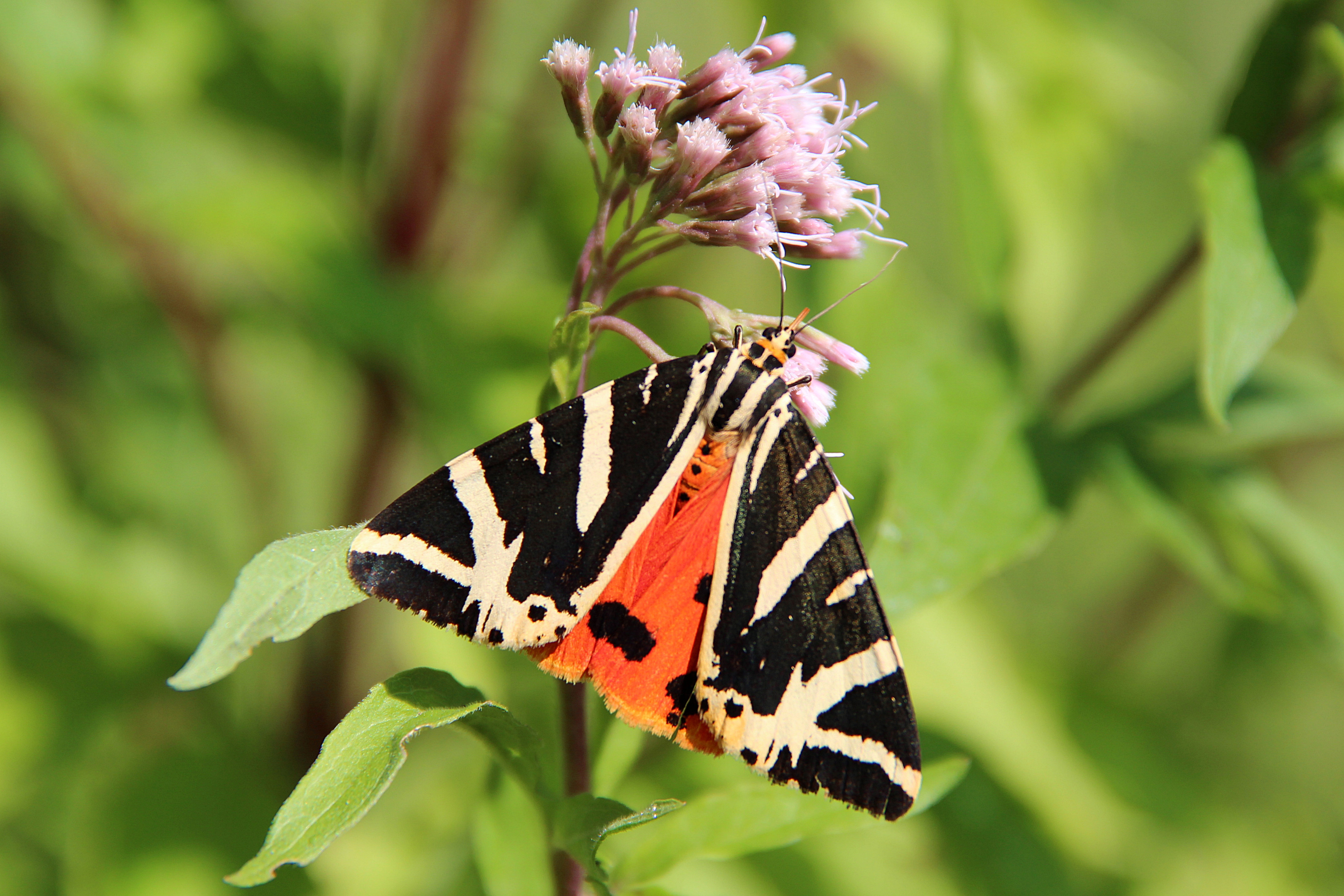
Écaille chinée.
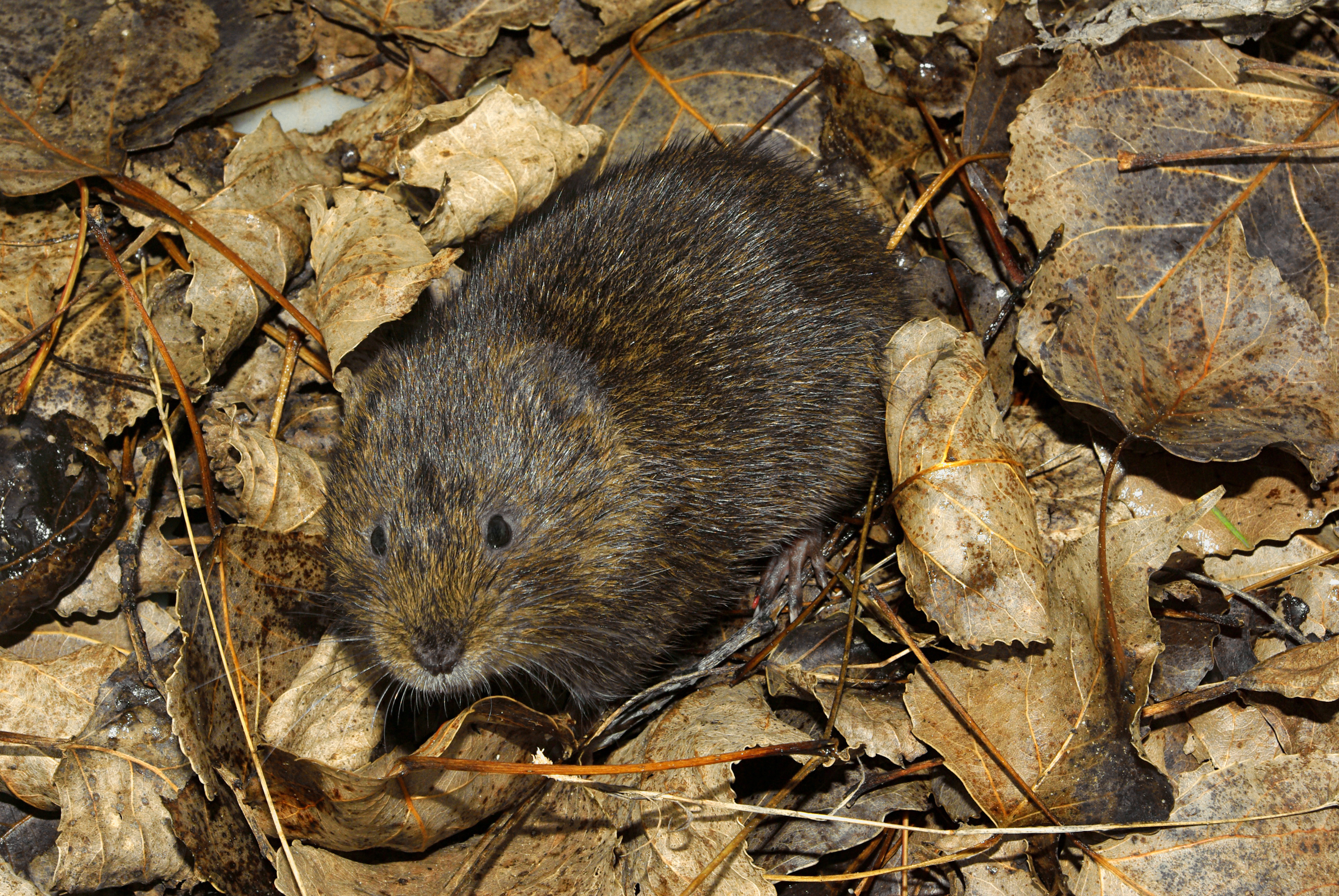
Campagnol amphibie.
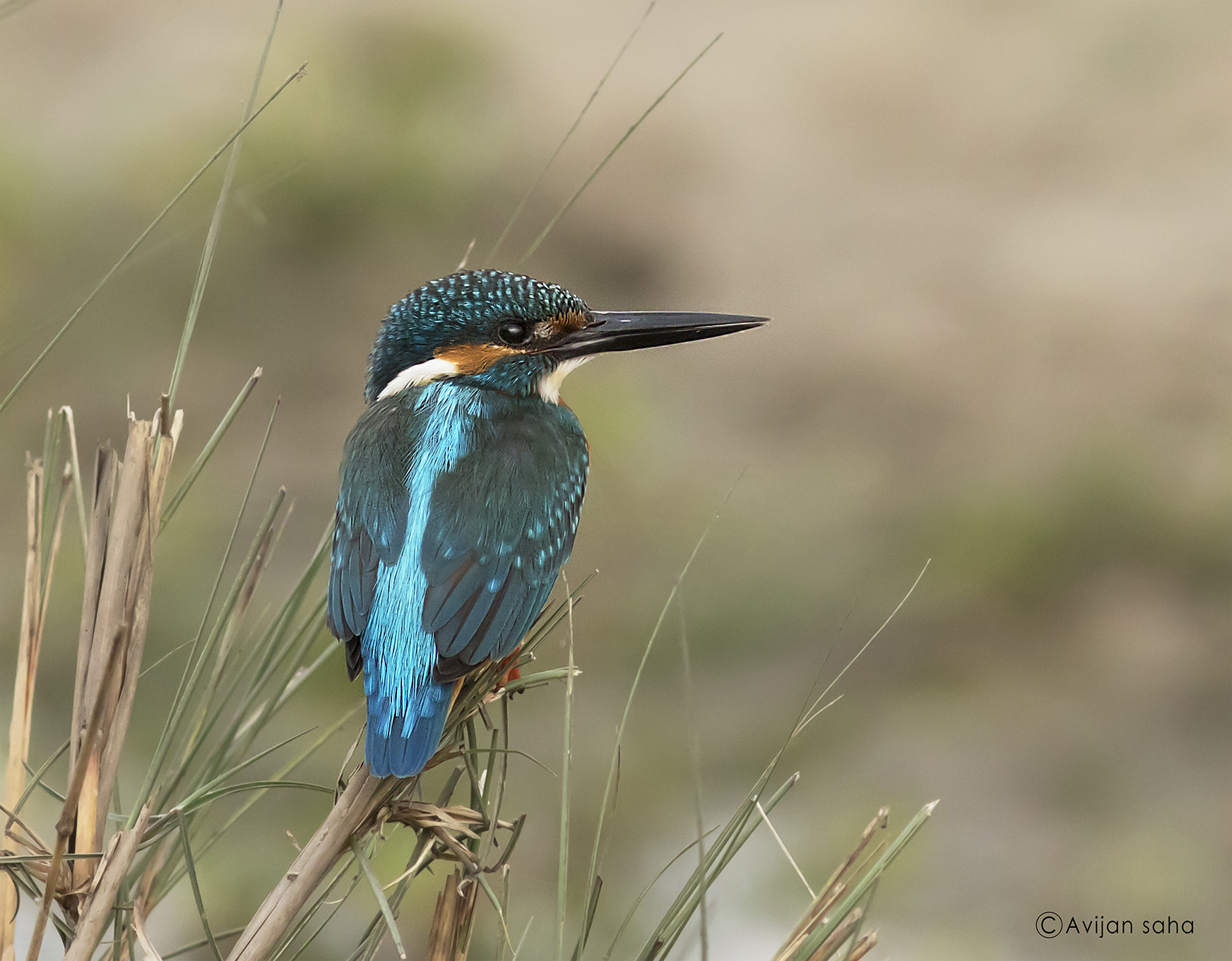
Martin-pêcheur d'Europe.
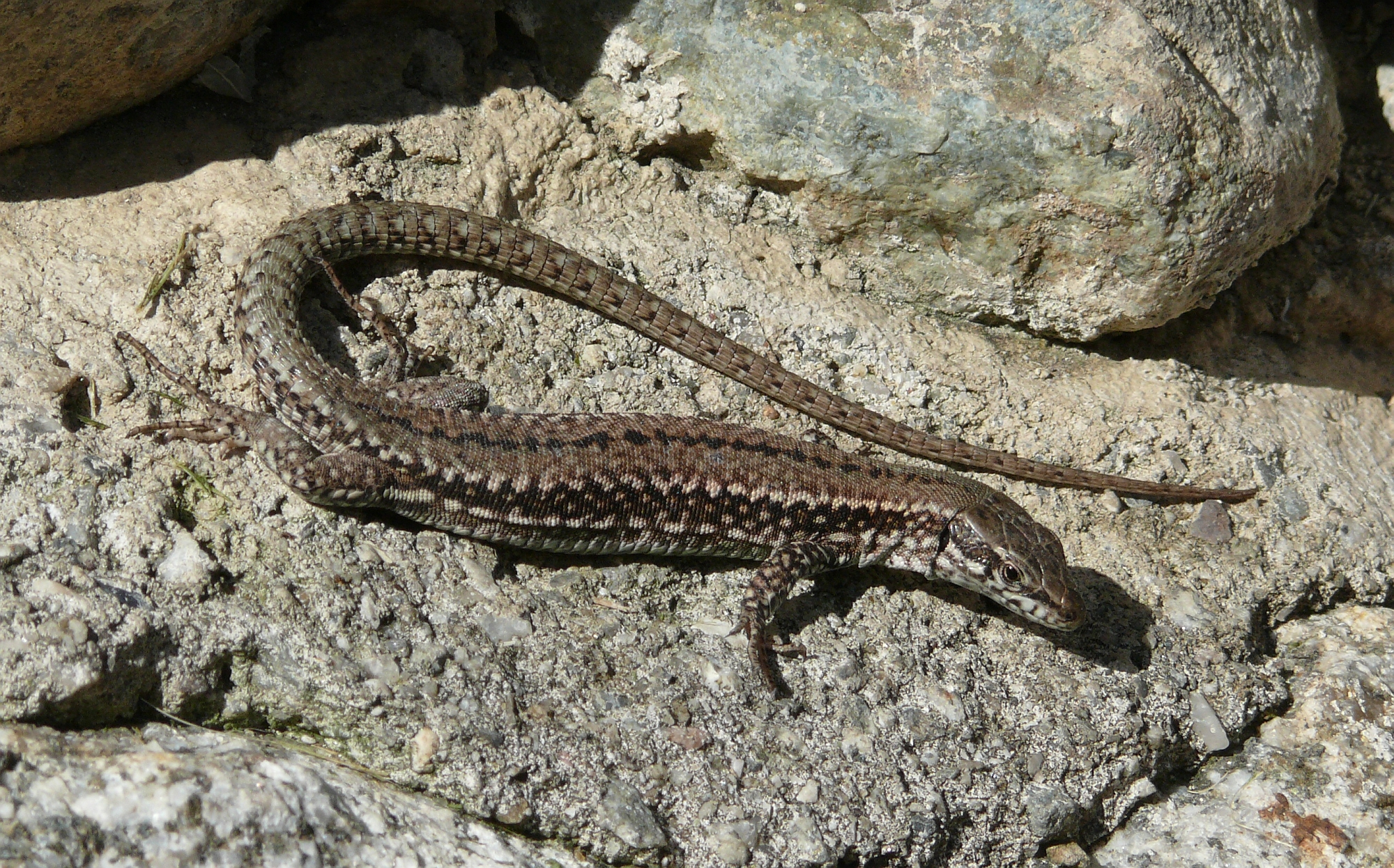
Lézard des murailles.

## Flore recensée
Neuf espèces déterminantes de plantes ont été recensées sur la ZNIEFF entre 1987 et 2002 : la Fritillaire pintade (Fritillaria meleagris), la Gentiane des marais (Gentiana pneumonanthe), l'Hélianthème d'Italie (Helianthemum oelandicum), l'Orchis à fleurs lâches (Anacamptis laxiflora), l'Orpin de Nice (Sedum sediforme), le Pigamon jaune (Thalictrum flavum), la Sabline des chaumes (Arenaria controversa), le Scirpe des bois (Scirpus sylvaticus) et l'Utriculaire citrine (Utricularia australis).
Par ailleurs, deux genres de plantes : Hypnes (Hypnum) et Rosiers (Rosa) y ont été recensés — sans précision de la ou des espèces présentes sur le site — et 207 espèces végétales y ont été répertoriées : l'Ache nodiflore (Apium nodiflorum), l'Agrostide stolonifère (Agrostis stolonifera), l'Alliaire officinale (Alliaria petiolata), l'Angélique sauvage (Angelica sylvestris), l'Aspérule à l'esquinancie (Asperula cynanchica), l'Aubépine à un style (Crataegus monogyna), l'Aulne glutineux (Alnus glutinosa), la Baldingère faux-roseau (Phalaris arundinacea), la Barbarée commune (Barbarea vulgaris), la Benoîte commune (Geum urbanum), la Berce commune (Heracleum sphondylium), la Blackstonie perfoliée (Blackstonia perfoliata), le Bois de Sainte-Lucie (Prunus mahaleb), le Bouleau verruqueux (Betula pendula), la Bourdaine (Frangula alnus), le Brachypode des bois (Brachypodium sylvaticum), le Brachypode penné (Brachypodium pinnatum), la Brize intermédiaire (Briza media), le Brome dressé (Bromus erectus), la Bruyère à balais (Erica scoparia), la Bryone dioïque (Bryonia dioica), la Bugle rampante (Ajuga reptans), le Buis commun (Buxus sempervirens), le Caille-lait blanc (Galium mollugo), le Callitriche à crochets (Callitriche hamulata (en)), le Callitriche des marais (Callitriche stagnalis), la Cardère sauvage (Dipsacus fullonum), la Carline commune (Carlina vulgaris), la Centaurée noire (Centaurea nigra), le Cerfeuil penché (Chaerophyllum temulum), le Charme commun (Carpinus betulus), le Chêne pédonculé (Quercus robur), le Chêne pubescent (Quercus pubescens), le Chêne vert (Quercus ilex), le Chèvrefeuille des bois (Lonicera periclymenum), le Choin noirâtre (Schoenus nigricans), le Cirse acaule (Cirsium acaule), le Cirse bulbeux (Cirsium tuberosum), le Cirse des marais (Cirsium palustre), Cladonia foliacea, la Clématite des haies (Clematis vitalba), la Consoude officinale (Symphytum officinale), le Cornouiller sanguin (Cornus sanguinea), le Cresson de fontaine (Nasturtium officinale), le Cresson des prés (Cardamine pratensis), le Cumin des prés (Silaum silaus), le Dactyle pelotonné (Dactylis glomerata), la Douce-amère (Solanum dulcamara), l'Écuelle d'eau (Hydrocotyle vulgaris), l'Épiaire droite (Stachys recta), l'Épilobe hirsute (Epilobium hirsutum), l'Érable champêtre (Acer campestre), l'Érable de Montpellier (Acer monspessulanum), l'Érable sycomore (Acer pseudoplatanus), l'Eupatoire à feuilles de chanvre (Eupatorium cannabinum), l'Euphorbe des marais (Euphorbia palustris), l'Euphorbe verruqueuse (Euphorbia verrucosa), l'Euphraise raide (Euphrasia stricta), la Fétuque roseau (Festuca arundinacea), la Fougère des marais (Thelypteris palustris), le Frêne élevé (Fraxinus excelsior), le Frêne à feuilles étroites (Fraxinus angustifolia), le Fusain d'Europe (Euonymus europaeus), le Gaillet gratteron (Galium aparine), le Gaillet des marais (Galium palustre), la Garance voyageuse (Rubia peregrina), le Genêt à balais (Cytisus scoparius), le Genévrier commun (Juniperus communis), le Géranium Herbe à Robert (Geranium robertianum), la Germandrée petit-chêne (Teucrium chamaedrys), le Gouet d'Italie (Arum italicum), le Gouet tacheté (Arum maculatum), le Grand plantain (Plantago major), la Grande chélidoine (Chelidonium majus), la Grande ortie (Urtica dioica), la Grande pimprenelle (Sanguisorba officinalis), la Grande prêle (Equisetum telmateia), le Groseillier des Alpes (Ribes alpinum), la Guimauve officinale (Althaea officinalis), l'Hippocrépide à toupet (Hippocrepis comosa), le Houblon (Humulus lupulus), la Houlque laineuse (Holcus lanatus), l'Iris faux acore (Iris pseudacorus), la Jacinthe des bois (Hyacinthoides non-scripta), le Jonc des crapauds (Juncus bufonius), le Jonc épars (Juncus effusus), le Jonc glauque (Juncus inflexus), le Jonc à tépales aigus (Juncus acutiflorus), la Koélérie du Valais (Koeleria vallesiana), la Laîche de Davall (Carex davalliana), la Laîche espacée (Carex remota), la Laîche faux souchet (Carex pseudocyperus), la Laîche glauque (Carex flacca), la Laîche hérissée (Carex hirta), la Laîche jaunâtre (Carex flava), la Laîche des marais (Carex acutiformis), la Laîche paniculée (Carex paniculata), la Laîche précoce (Carex praecox (en)), la Laîche raide (Carex elata), la Laîche des rives (Carex riparia), le Laiteron des champs (Sonchus arvensis), le Laiteron piquant (Sonchus asper), le Lamier jaune (Lamium galeobdolon), le Lierre grimpant (Hedera helix), le Lierre terrestre (Glechoma hederacea), le Lin purgatif (Linum catharticum), le Liondent hispide (Leontodon hispidus), le Liseron des haies (Calystegia sepium), la Listère à feuilles ovales (Neottia ovata), le Lycope d'Europe (Lycopus europaeus), la Lysimaque commune (Lysimachia vulgaris), la Marguerite commune (Leucanthemum vulgare), la Marisque (Cladium mariscus), la Massette à feuilles étroites (Typha angustifolia), la Massette à larges feuilles (Typha latifolia), la Menthe aquatique (Mentha aquatica), la Menthe des champs (Mentha arvensis), la Menthe odorante (Mentha suaveolens), la Mercuriale vivace (Mercurialis perennis), le Millepertuis des marais (Hypericum elodes), 
le Millepertuis perforé (Hypericum perforatum), le Millepertuis à quatre ailes (Hypericum tetrapterum), la Molinie bleue (Molinia caerulea, le Muguet de mai (Convallaria majalis), le Muscari à toupet (Leopoldia comosa), le Myosotis des bois (Myosotis sylvatica), le Myosotis des marais (Myosotis scorpioides), le Myriophylle en épis (Myriophyllum spicatum), le Nénuphar blanc (Nymphaea alba), le Nénuphar jaune (Nuphar lutea), le Noisetier (Corylus avellana), l'Œil-de-perdrix (Silene flos-cuculi), l'Orchis bouffon (Anacamptis morio), l'Orchis mâle (Orchis mascula), l'Orchis des marais (Anacamptis palustris), l'Orchis pyramidal (Anacamptis pyramidalis), l'Orge des rats (Hordeum murinum), l'Origan commun (Origanum vulgare), l'Orme champêtre (Ulmus minor), le Panais (Pastinaca sativa), le Panicaut champêtre (Eryngium campestre), la Pâquerette (Bellis perennis), la Passerage champêtre (Lepidium campestre), le Pâturin annuel (Poa annua), le Pâturin commun (Poa trivialis), la Pesse d'eau (Hippuris vulgaris), le Petit boucage (Pimpinella saxifraga), la Petite bardane (Arctium minus), la Petite linaire (Chaenorhinum minus), le Peuplier du Canada (Populus ×canadensis), le Peuplier noir (Populus nigra), la Piloselle (Pilosella officinarum), la Pimprenelle (Sanguisorba minor), le Poirier à feuilles en cœur (Pyrus cordata), le Polygale commun (Polygala vulgaris), le Populage des marais (Caltha palustris), le Potamot nageant (Potamogeton natans), la Prêle des champs (Equisetum arvense), la Prêle des marais (Equisetum palustre), la Primevère élevée (Primula elatior), la Primevère officinale (Primula veris), le Prunellier (Prunus spinosa), la Pulicaire dysentérique (Pulicaria dysenterica), la Pulmonaire à longues feuilles (Pulmonaria longifolia), la Reine-des-prés (Filipendula ulmaria), la Renoncule des champs (Ranunculus arvensis), la Renoncule flammette (Ranunculus flammula), la Renoncule rampante (Ranunculus repens), la Renouée amphibie (Persicaria amphibia), Rhytidium rugosum, la Ronce bleue (Rubus caesius), le Roseau commun (Phragmites australis), le Rubanier émergé (Sparganium emersum), la Sabline à trois nervures (Moehringia trinervia), la Salicaire commune (Lythrum salicaria), le Salsifis des prés (Tragopogon pratensis), la Samole de Valérand (Samolus valerandi), la Sauge commune (Salvia pratensis), le Saule blanc (Salix alba), le Saule cendré (Salix cinerea), le Saule à feuilles d'olivier (Salix atrocinerea), le Saule marsault (Salix caprea), le Saule des vanniers (Salix viminalis), la Scabieuse colombaire (Scabiosa columbaria), la Scolopendre (Asplenium scolopendrium), la Scrofulaire noueuse (Scrophularia nodosa), la Scrofulaire à oreillettes (Scrophularia auriculata), la Scutellaire à casque (Scutellaria galericulata), le Séneçon commun (Senecio vulgaris), le Serpolet (Thymus serpyllum), le Séséli des montagnes (Seseli montanum), la Stellaire holostée (Stellaria holostea), le Sureau hièble (Sambucus ebulus), le Sureau noir (Sambucus nigra), le Tamaris commun (Tamarix gallica), le Tamier commun (Dioscorea communis), le Tremble (Populus tremula), le Troène commun (Ligustrum vulgare), la Valériane officinale (Valeriana officinalis), la Véronique à feuilles de lierre (Veronica hederifolia), la Véronique ligneuse (Veronica fruticulosa), la Véronique petit-chêne (Veronica chamaedrys), la Véronique des ruisseaux (Veronica beccabunga), la Verveine officinale (Verbena officinalis), la Vesce craque (Vicia cracca), la Viorne lantane (Viburnum lantana) et la Viorne obier (Viburnum opulus).
Parmi les plantes présentes sur le site, le Poirier à feuilles en cœur est protégé au titre de la Directive habitats de l'Union européenne et une autre espèce, la Sabline des chaumes, est protégée sur l'ensemble du territoire français.

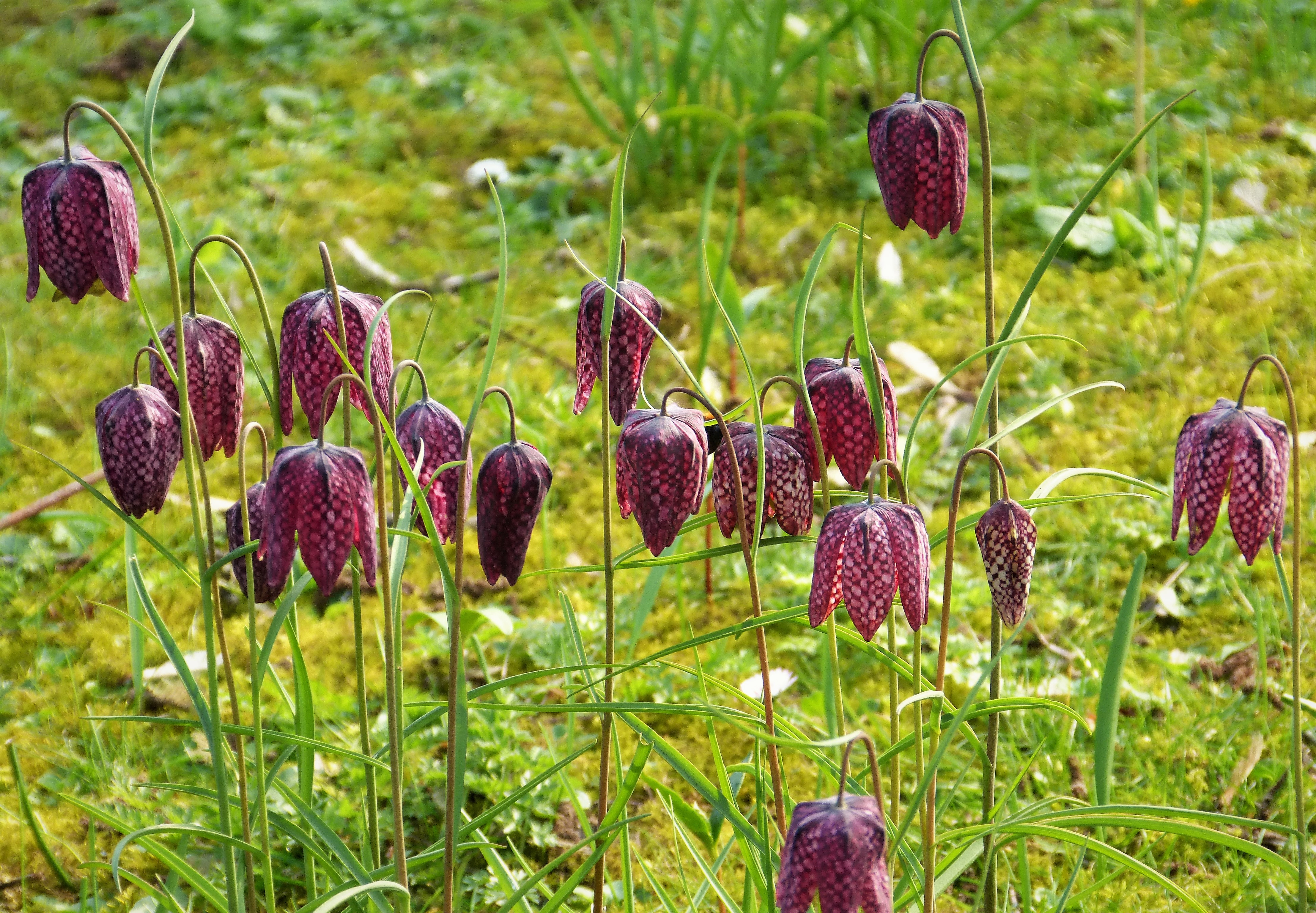
Fritillaires pintades.
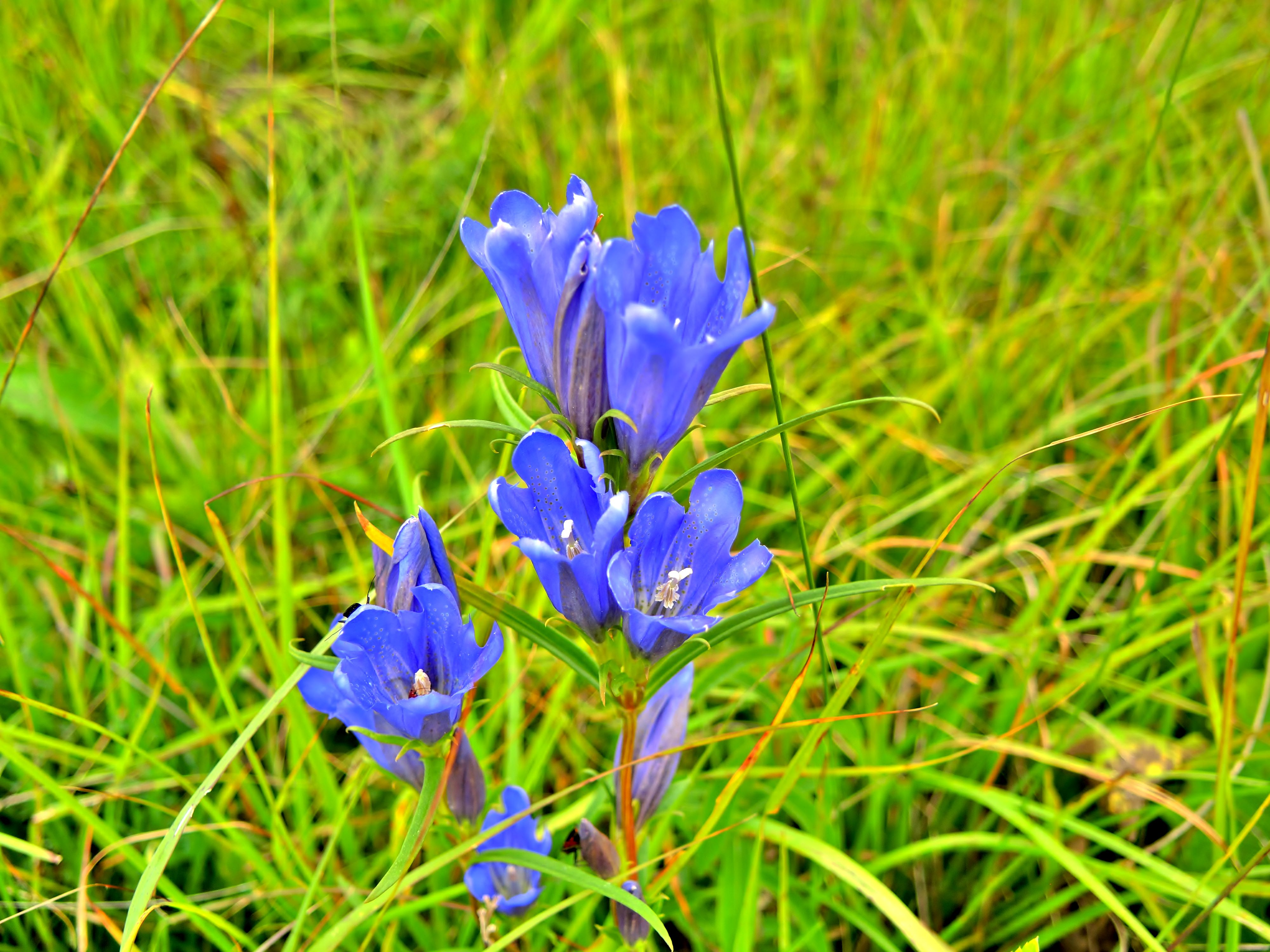
Gentiane des marais.
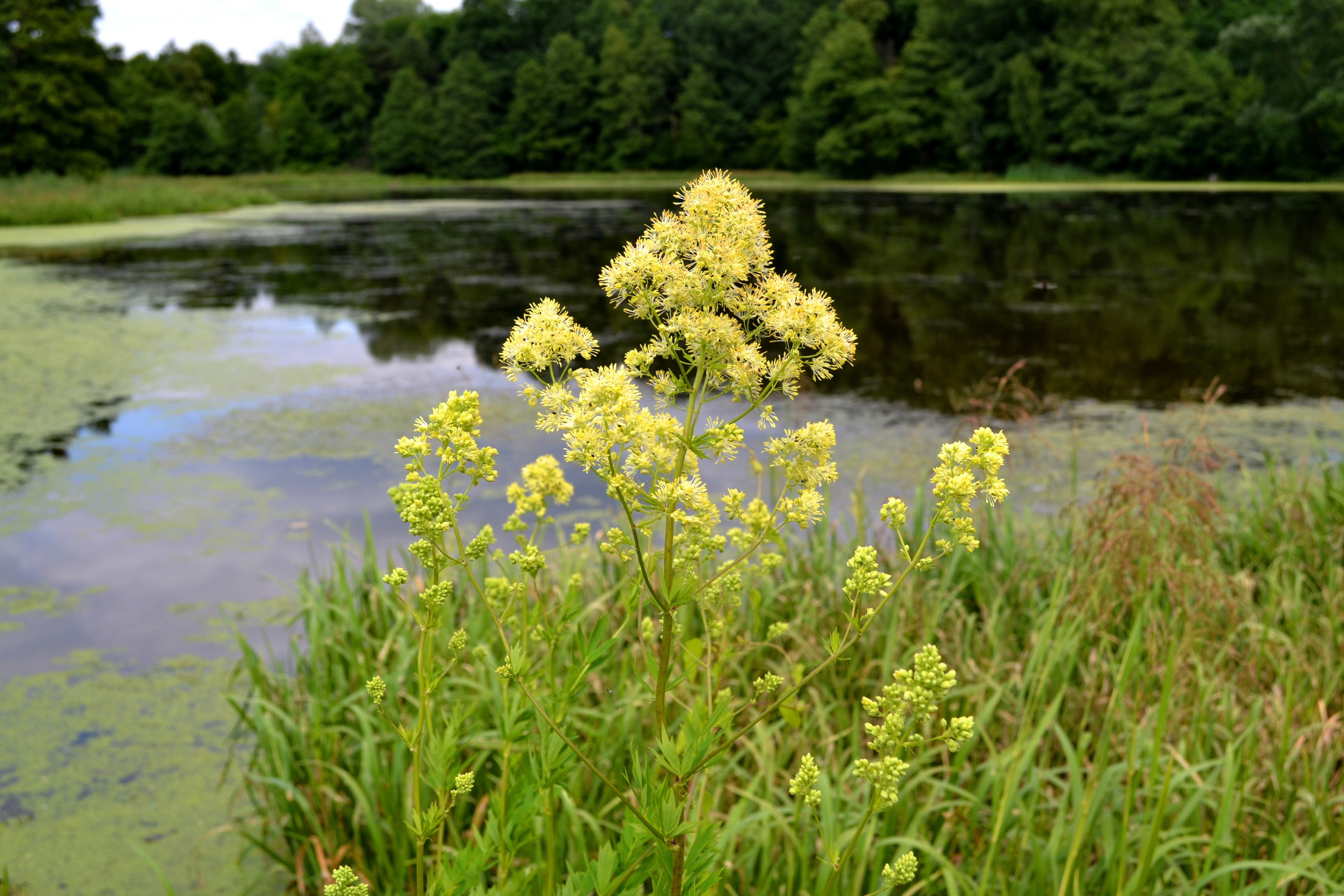
Pigamon jaune.
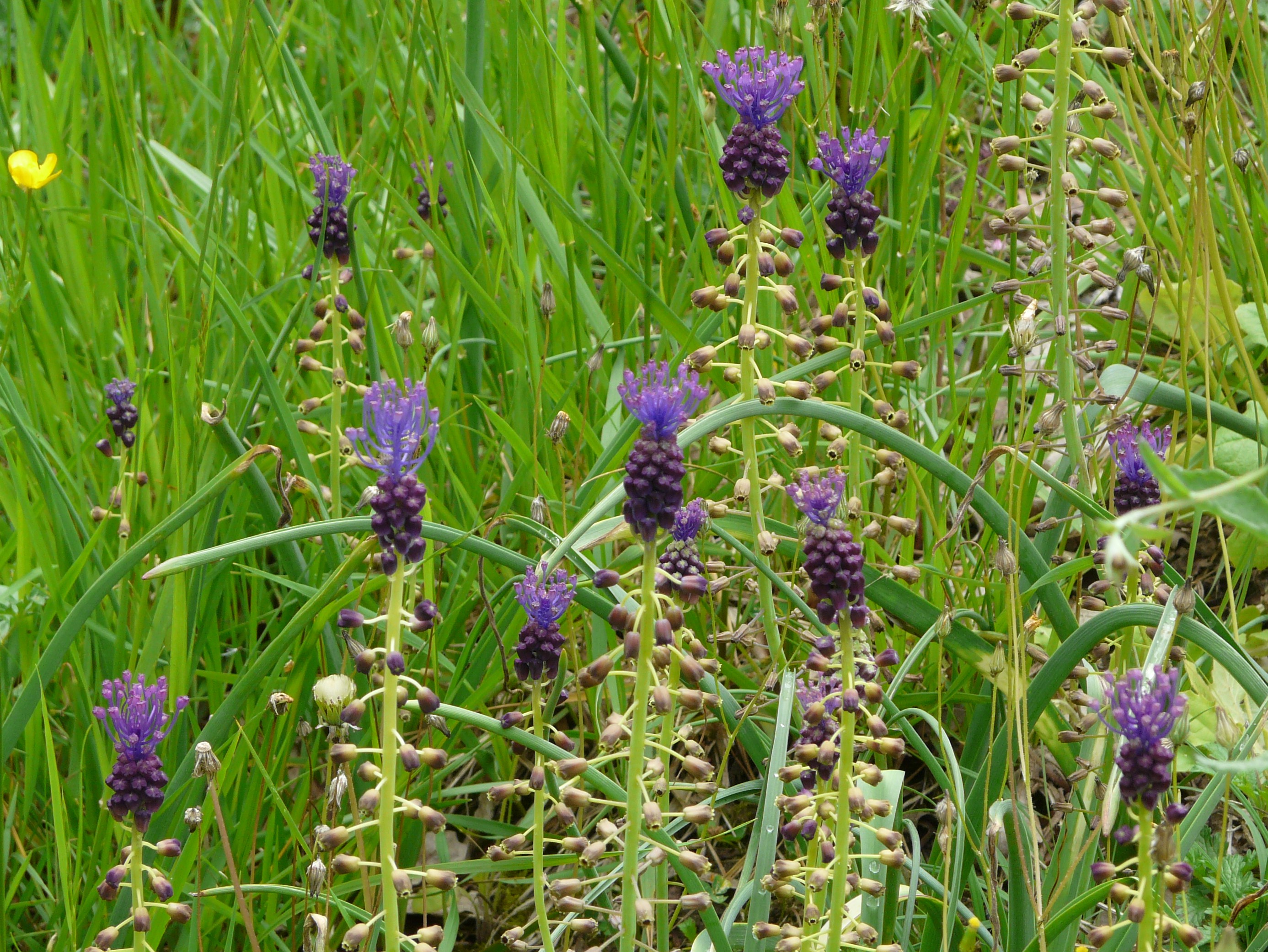
Muscaris à toupets.
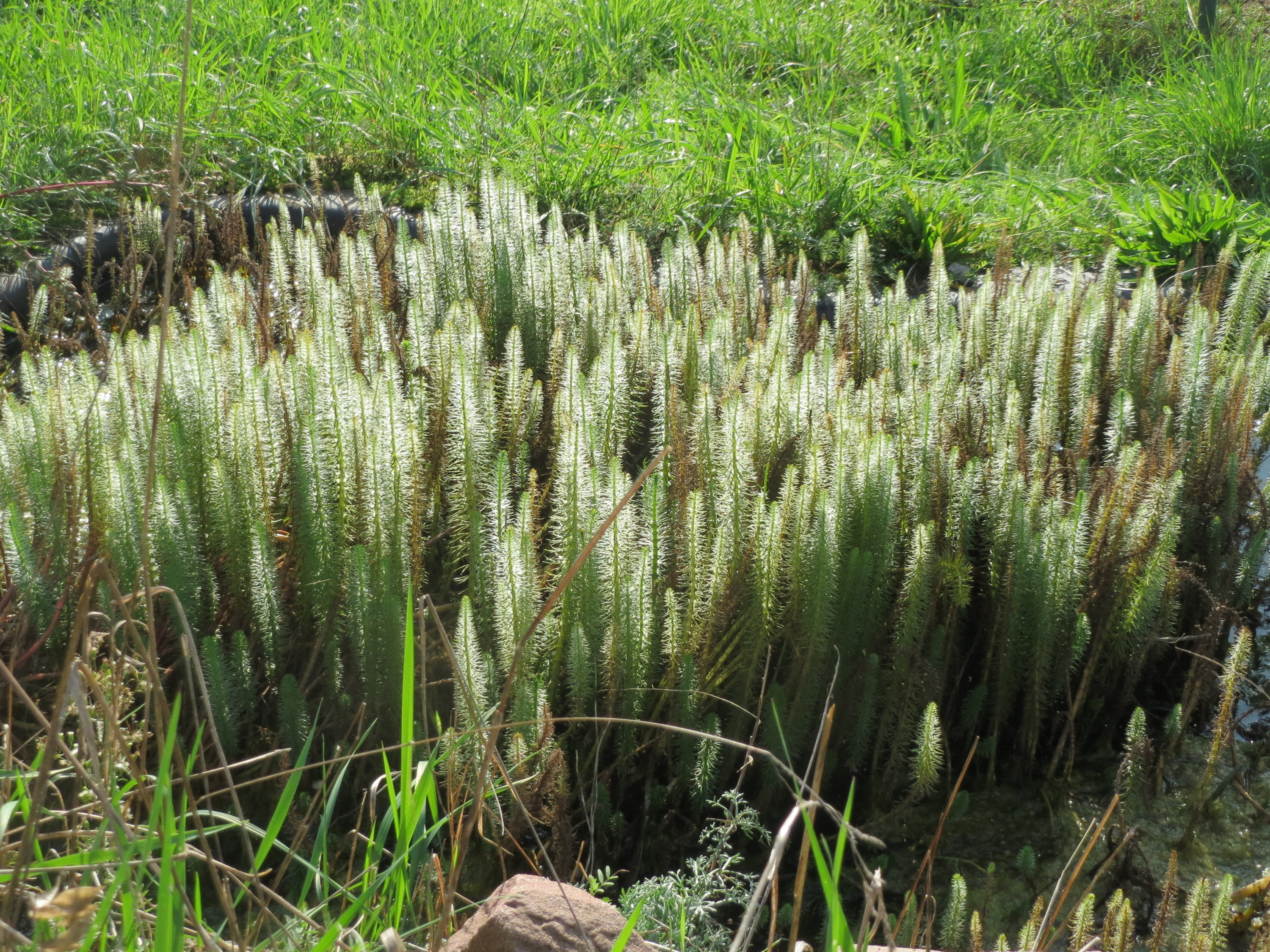
Pesse d'eau.

## Espaces connexes

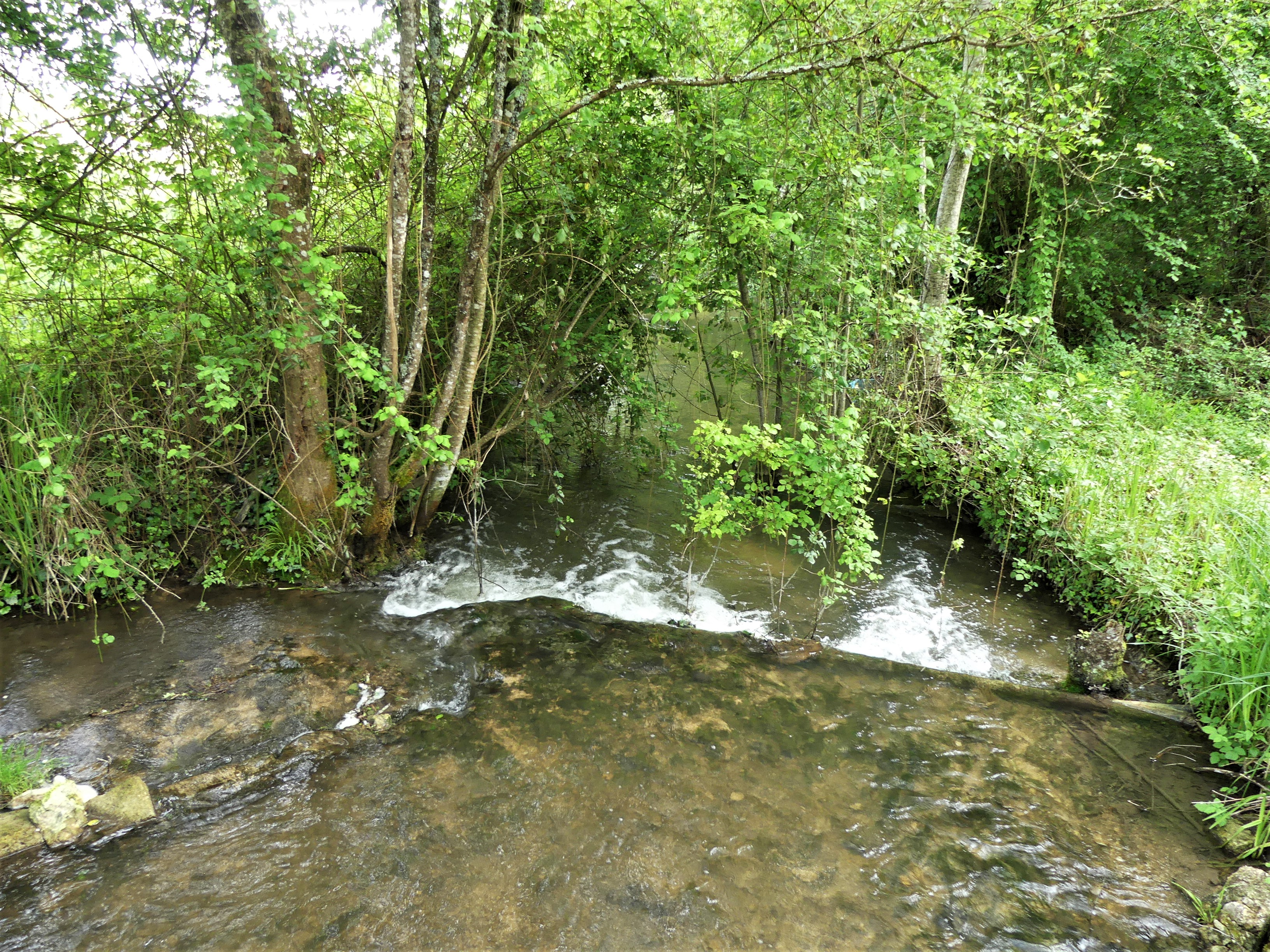
Bras de la Nizonne dans l'impasse du Canard Sauvage.

### ZNIEFF
Quatre ZNIEFF de type I sont intégralement incluses dans la ZNIEFF de type II « Vallée de la Nizonne ».
La ZNIEFF « Coteaux calcaires des bords de la Nizonne et de la Belle » concerne essentiellement les coteaux de rive droite de la Nizonne, depuis Champeaux-et-la-Chapelle-Pommier jusqu'à Beaussac, ainsi que les coteaux des deux rives de son affluent la Belle, sur les anciennes communes de Mareuil et Vieux-Mareuil. Cette ZNIEFF présente des pelouses calcaires,. Elle est intégralement comprise dans la ZNIEFF de type II Vallée de la Nizonne.
Six espèces de Lépidoptères y ont été recensées : trois déjà citées dans la ZNIEFF de type II (le Demi-deuil le Flambé et le Myrtil), ainsi que trois autres : l'Aurore (Anthocharis cardamines), le Fluoré (Colias alfacariensis) et le Sylvandre (Hipparchia fagi).
Vingt-six espèces déterminantes de plantes y ont été recensées, dont dix-huit orchidées ; sept d'entre elles ont déjà été mentionnées dans la ZNIEFF de type II : l'Hélianthème d'Italie, la Listère à feuilles ovales, l'Orchis bouffon, l'Orchis mâle, l'Orchis pyramidal, l'Orpin de Nice et la Sabline des chaumes ; les dix-neuf autres sont : la Cardoncelle (Carduncellus mitissimus), la Céphalanthère rouge (Cephalanthera rubra), l'Euphorbe de Séguier (Euphorbia seguieriana), le Fumana à tiges tombantes (Fumana procumbens), l'Homme-pendu (Orchis anthropophora), la Laîche humble (Carex humilis), le Limodore à feuilles avortées (Limodorum abortivum), l'Ophrys abeille (Ophrys apifera), l'Ophrys araignée (Ophrys sphegodes), l'Ophrys bourdon (Ophrys fuciflora), l'Ophrys brun (Ophrys fusca)), l'Ophrys mouche (Ophrys insectifera), l'Orchis bouc (Himantoglossum hircinum), l'Orchis brûlé (Neotinea ustulata), l'Orchis guerrier (Orchis militaris), l'Orchis moucheron (Gymnadenia conopsea), l'Orchis pourpre (Orchis purpurea), l'Orchis verdâtre (Platanthera chlorantha) et le Thésium couché (Thesium humifusum).
Par ailleurs, 141 autres espèces végétales y ont été répertoriées dont environ 90 non citées dans la ZNIEFF de type II.
La ZNIEFF « Marais alcalins de la vallée de la Nizonne », s'étend depuis Saint-Front-sur-Nizonne jusqu'à Saint-Paul-Lizonne, hormis la commune de Bouteilles-Saint-Sébastien.
Par rapport à la ZNIEFF de type II, elle a douze espèces déterminantes d'animaux identiques : les deux amphibiens, les sept insectes et le reptile, ainsi que deux mammifères, la Loutre d'Europe et le Vison d'Europe. D'autres espèces animales différentes y ont été recensées : un arachnide, quatre coléoptères, un hémiptère et dix orthoptères.
Cinq espèces déterminantes de plantes ont été recensées sur la ZNIEFF : quatre sont déjà listées dans la ZNIEFF de type II : la Fritillaire pintade, la Gentiane des marais, le Pigamon jaune et l'Utriculaire citrine, auxquelles s'ajoute la Sagittaire à feuilles en flèche (Sagittaria sagittifolia). Une vingtaine d'autres plantes phanérogames autres que celles de la ZNIEFF de type II y ont été répertoriées.
La ZNIEFF Vallée de la Belle correspond à l'intégralité du cours de ce ruisseau depuis sa source jusqu'à sa confluence avec la Nizonne,. Les espèces animales ou végétales qui y ont été recensées sont déjà répertoriées dans la ZNIEFF de type II « Vallée de la Nizonne » : Vison d'Europe et Fritillaire pintade comme espèces déterminantes, les douze espèces de poissons déjà mentionnées et vingt-cinq espèces de plantes : la Barbarée commune, la Benoîte commune, le Callitriche à crochets, le Callitriche des marais, le Cresson des prés, l'Eupatoire à feuilles de chanvre, la Fétuque roseau, la Fougère des marais, le Frêne élevé, le Gaillet gratteron, la Grande ortie, le Houblon, l'Iris faux acore, la Laîche des marais, la Marisque, la Massette à feuilles étroites, le Muguet de mai, le Myriophylle en épis, le Nénuphar jaune, le Populage des marais, la Primevère officinale, la Renouée amphibie, la Salicaire commune, le Saule cendré et la Scutellaire à casque.
La ZNIEFF Vallée de la Pude,, morcelée en sept petits sites, est également incluse dans la ZNIEFF de type II. Les seules espèces supplémentaires qui y ont été répertoriées sont deux oiseaux : le Chevalier aboyeur (Tringa nebularia) et la Gallinule poule d'eau (Gallinula chloropus), ainsi que trois plantes : le Cyprès chauve (Taxodium distichum), la Scrofulaire ailée (Scrophularia umbrosa) et la Violette hérissée (Viola hirta).

### Natura 2000
Il existe également un site du réseau Natura 2000 nommé « Vallée de la Nizonne ».
Concernant aussi bien les départements de la Charente (32 % de sa superficie) que de la Dordogne (68 %), il correspond au linéaire de la Nizonne/Lizonne depuis sa source jusqu'à sa confluence avec la Dronne et comprend également les vallées aval de la Belle (sur les cinq derniers kilomètres) et de la Pude (sur les quatre derniers kilomètres).
Pour le département de la Dordogne, les périmètres de cette zone Natura 2000 et de la ZNIEFF de type II sont relativement proches, à l'exception des vallées amont de la Belle et de la Pude.
Il s'agit d'une zone spéciale de conservation qui présente un fort intérêt pour le patrimoine naturel exceptionnel qu'elle abrite. Principalement composée de cultures céréalières extensives (45 %), de prairies semi-naturelles humides (17 %) et de forêts caducifoliées (17 %), elle présente aussi des zones de marais, bas-marais et tourbières sur 5 % du site.